# Ngựa kéo

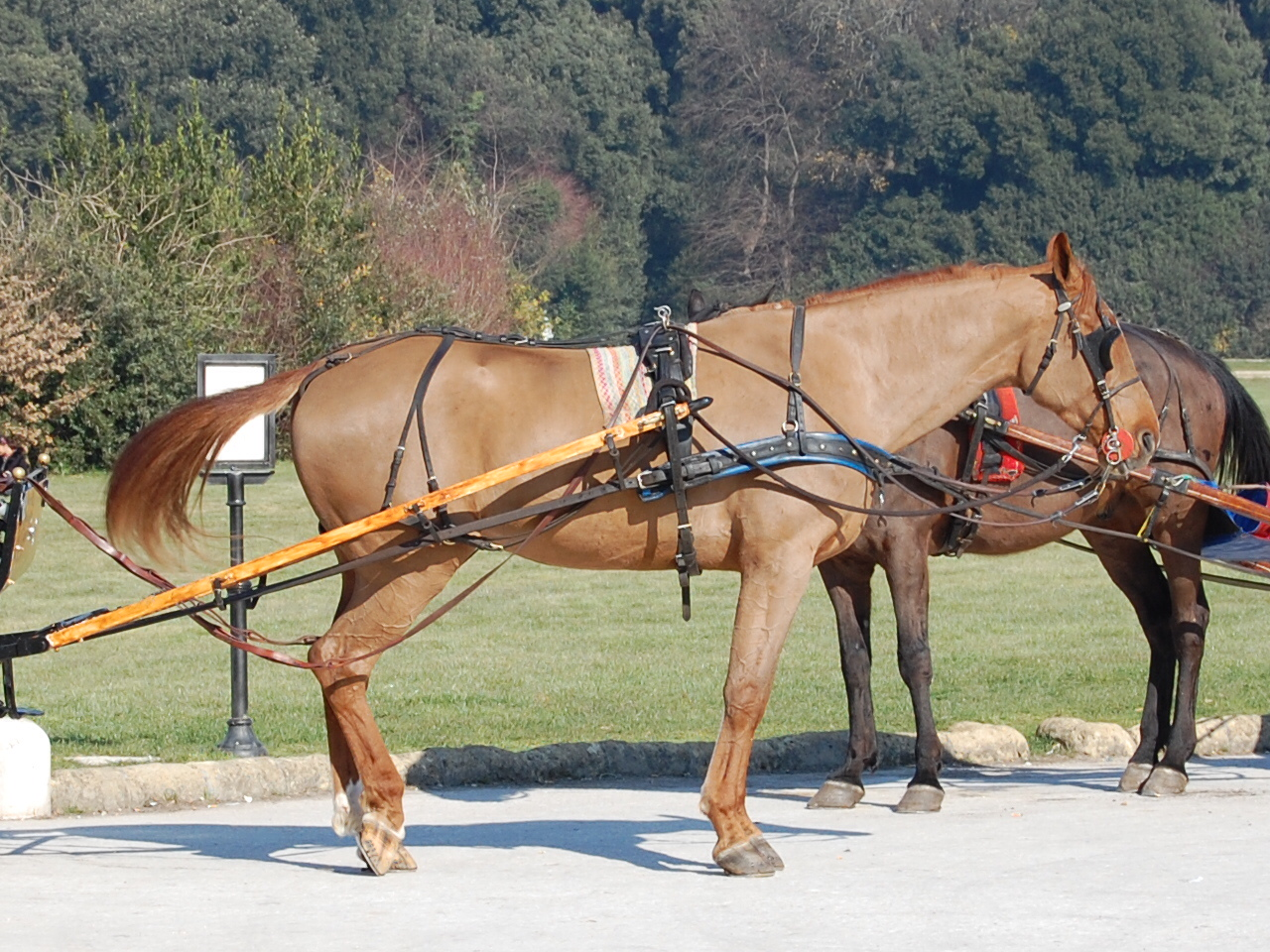
Một con ngựa kéo với các bộ phận được ràng vào người hỗ trợ cho việc khai thác sức kéo của nó

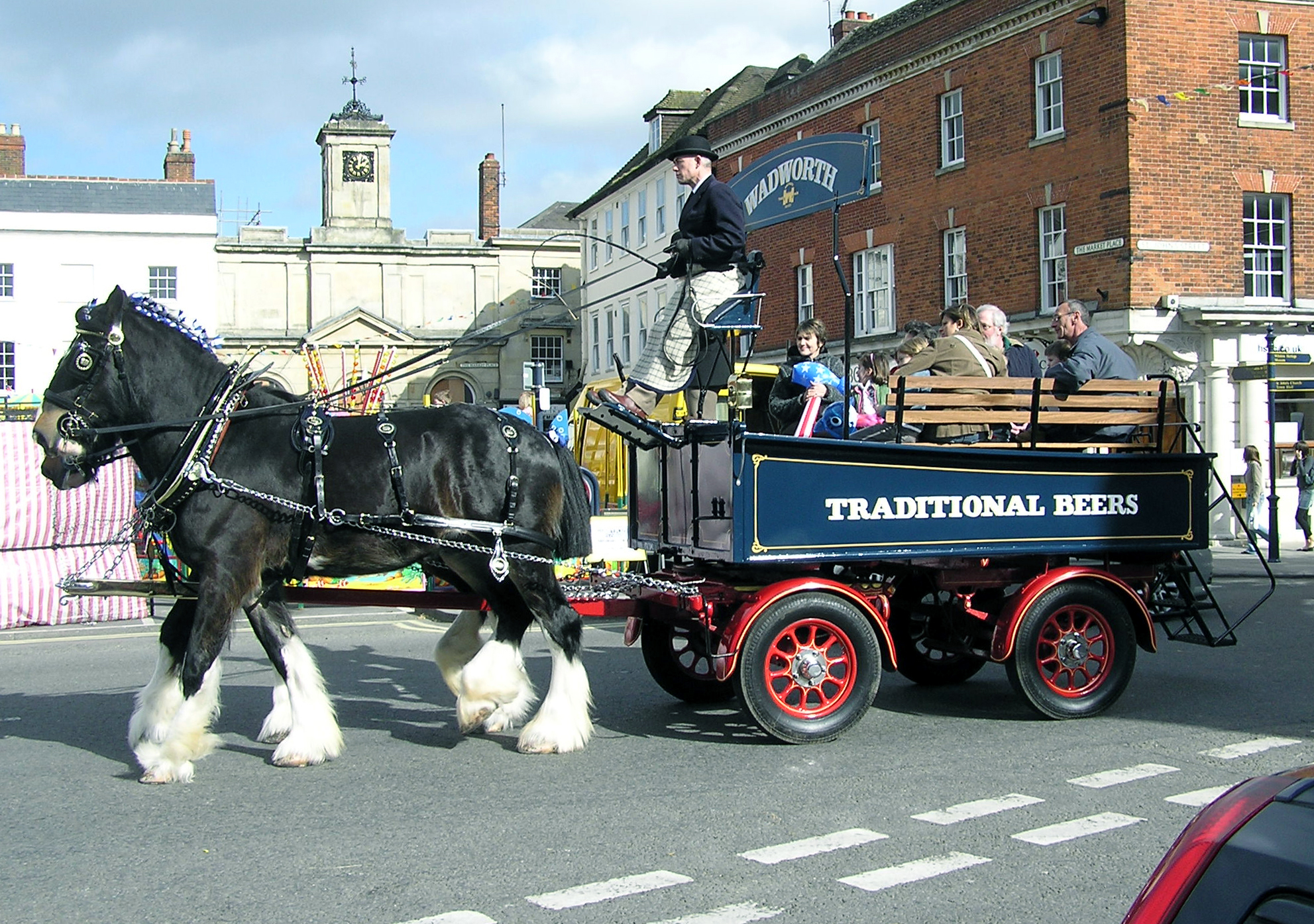
Ngựa Shire

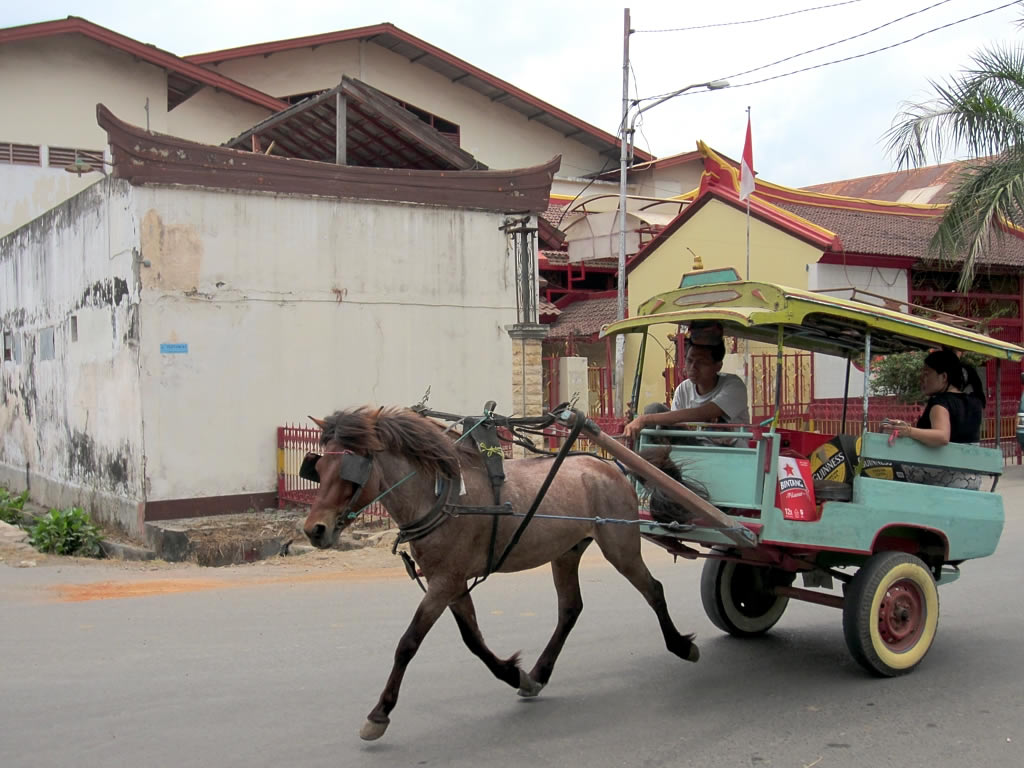
Một con ngựa kéo xe ở Trung Quốc

Ngựa kéo (tiếng Anh: draft horse) hay ngựa kéo xe (tiếng Anh: driving horse) là những con ngựa được chăn nuôi để lấy sức kéo (kéo xe, kéo cày ruộng, kéo gỗ, than đá, và lao động nông nghiệp khác). Có một số giống ngựa có đặc điểm khác nhau, nhưng tất cả đều có những đặc điểm chung về sức mạnh thể chất, tính kiên nhẫn, dẻo dai và tính khí ngoan ngoãn, điềm tĩnh khiến chúng không thể thiếu đối với các thế hệ nông dân thời kỳ tiền công nghiệp (chưa cơ giới hóa).
Ngựa kéo xe khi áp dụng cho các giống ngựa, ngựa lùn, lừa hoặc la, lừa la để chỉ về những động vật họ ngựa được nuôi, nhân giống để thực hiện việc chuyên chở thông qua việc kéo xe bằng cách nối dây ngựa vào toa, xe ngựa, cũng như các loại xe đẩy, xe trượt tuyết, hoặc những chiếc xe ngựa khác bằng dây curoa và làm việc theo cách này. Nó bao gồm một loạt các hoạt động từ ngựa kéo xe thể thao giải trí, đến việc ngựa kéo được khai thác đua, để làm việc nông trại, thi đấu quốc tế trong thế vận hội (thi tài vận).
Ngựa kéo rất phổ biến trong đời sống con người, nhất là người châu Âu, người dân du mục ở châu Á. Thuật ngữ ngựa kéo xe thường được sử dụng để mô tả một con ngựa đang được điều khiển. Thuật ngữ Đua song mã đầu tiên chỉ hình thức đua hai con ngựa (hai ngựa cùng kéo một cỗ xe) ở châu Âu. Nhưng sau này, khái niệm đua song mã trong bóng đá lại dùng để chỉ cuộc chạy đua tới chức vô địch của hai ứng viên mạnh nhất, còn phần còn lại hầu như không có cơ may cạnh tranh.

## Tổng quan

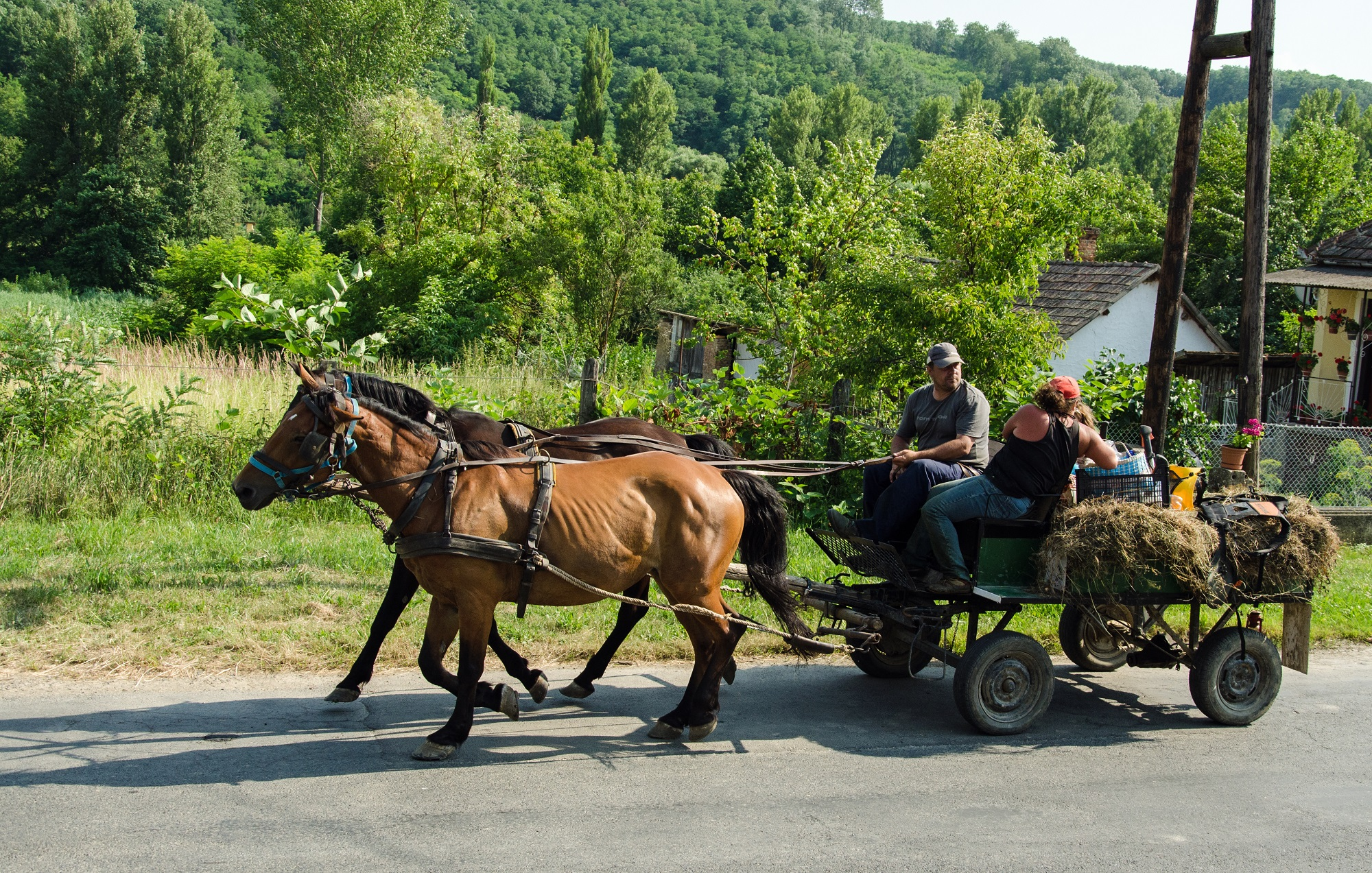
Một con ngựa nặng đang kéo xe

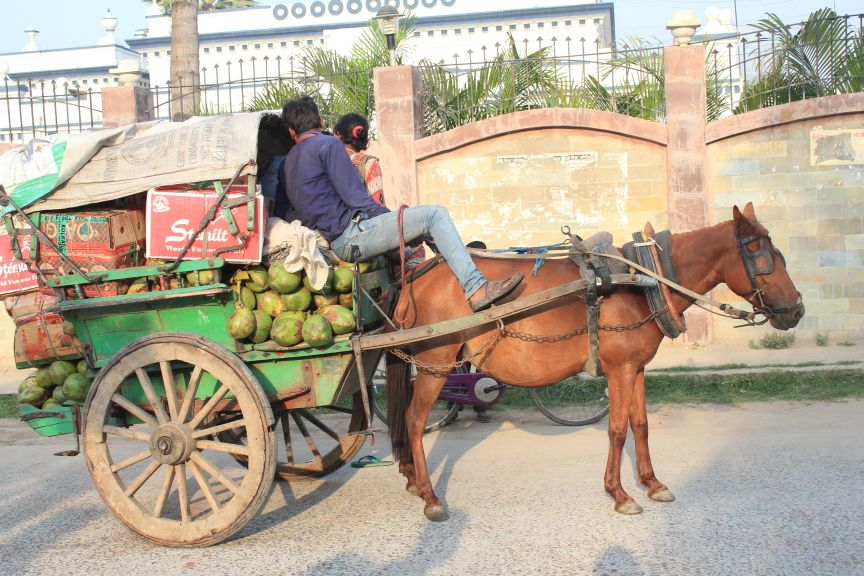
Một con ngựa kéo ở Ấn Độ

Ngựa thuộc bộ móng guốc, bốn chân cao chắc khoẻ thích ứng với việc đi, chạy và làm việc trên nhiều loại địa hình đường sá. Bộ xương gồm 153 chiếc xương được liên kết với nhau một cách chặt chẽ và bền vững. Ngựa thuộc nhóm đại gia súc, có bộ xương phát triển, đặc biệt hệ cơ có 200 bó cơ với các loại cơ vân, cơ trơn, cơ vòng, cơ dọc. Sự đàn hồi của cơ bắp, sự dẻo dai, sức bật, sức đẩy, sức nén của hệ cơ đều cao hơn so với gia súc khác, có thể kéo được khối lượng hàng bằng 200% khối lượng cơ thể. Từ đó người ta sử dụng ngựa đắc dụng cho việc lấy sức kéo
Trong số các thể loại ngựa thì ngựa nặng hay trọng mã (Heavy horses) là những dòng ngựa này có thể nặng quy ước trên 2000 pounds, rất mạnh, xương lớn, chân to chắc, mạnh mẽ. Các giống ngựa điển hình như ngựa Percheron, ngựa Clydesdale, ngựa Shire, ngựa Bỉ và ngựa Suffolk. Giống ngựa này là vật được các chàng hiệp sĩ với áo giáp nặng nề thời Trung Cổ thường dùng để cưỡi khi lâm chiến. Sau này chúng được dùng làm những cộng việc nặng nề của đồng áng như cầy bừa, kéo xe và những công việc nặng nhọc khác. Vào khoảng thế kỷ 19, ngựa làm việc thay thế loài bò ở Bắc Âu và Bắc Mỹ.
Những con ngựa kéo xe được ưa thích là dòng "Ngựa máu lạnh" là các dòng ngựa có cơ bắp, có sức mạnh, tính nết hiền lành, thích hợp việc kéo xe hay kéo cày. Dòng ngựa Shire, nỗi tiếng mạnh, tuy chậm, dùng cày cánh đồng đất sét. Ngựa Shire dùng kéo cày. Số ngựa kéo một xe nhiều nhất: 141 con. Kỷ lục thế giới về số ngựa nhiều nhất cùng kéo một chiếc xe là 141 con, được thiết lập tại một sự kiện ở Aubagne, Pháp tháng 12 năm 2005. Tổng cộng, 141 ngựa tạo thành chiều dài 409,7m đã kéo chiếc xe đi khắp các đường phố của Aubagne trong 1,5 km.
Có một số giống ngựa kéo khỏe có thể kể đến như ngựa Cabardin là giống ngựa có nguồn gốc từ nước Nga và phát triển từ thời Xô Viết dùng để thồ kéo, loại ngựa này thường được sử dụng để kéo xe, thồ hàng, sức kéo hàng 900-1.000 kg, kéo trùng 2000 kg. Ngựa Phú Yên rất khỏe, chúng có thể kéo được 800 kg (không kể xe ngựa), ngựa kéo xe nuôi kỹ hơn ngựa chở vì sức làm việc của chúng được khai thác nhiều hơn, có câu "Khỏe re như con ngựa kéo xe". Những con ngựa Đà Lạt còn phục vụ cho việc kéo xe, phương tiện giao thông đặc trưng của Đà Lạt những ngày trước là những chiếc xe ngựa.
Ngựa kéo xe nuôi kỹ hơn ngựa chở vì sức làm việc của chúng được khai thác nhiều hơn (Khỏe re như con ngựa kéo xe). Ngựa kéo xe cũng như ngựa chở không cần vóc dáng đẹp và nước kiệu hay, chỉ cần sức mạnh và không bị những chứng tật có thể gây tai nạn khi đang chạy xe. Nhiều con ngựa cỡi thải ra thành ngựa xe. Để tăng sức cho ngựa, nhất là ngựa chở và ngựa kéo xe, người ta còn cho ngựa uống nước đường trộn cám và ăn lúa hạt. Ngựa kéo xe thường được chăm sóc rất kỹ lưỡng, vì muốn có sức để làm lâu ngày thì cần phải bồi dưỡng cho ngựa, như: lúa ngâm, gạo lức, mật đường, cám tinh và cỏ thơm. Những hôm nào có hàng chạy thì chủ phải dậy sớm cho ngựa ăn no nê và chuẩn bị thức ăn dự trữ cho ngựa ăn dọc đường để có sức kéo xe .

## Kỹ thuật

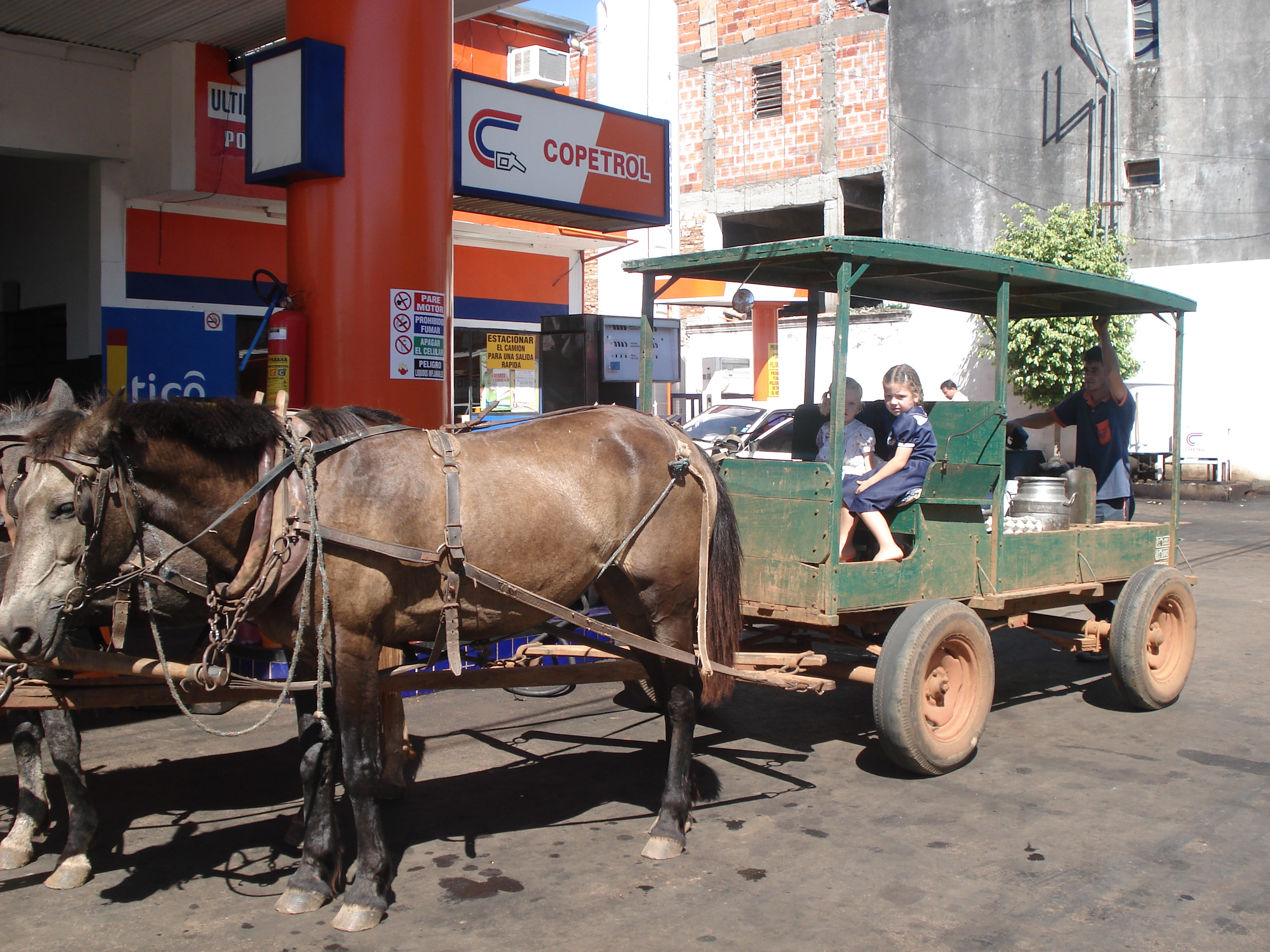
Các bộ phận được tròng vào con ngựa kéo

Cách thắng ngựa của người Trung Hoa đã giúp cho con ngựa không bị nghẹt thở, làm giảm năng lực của con vật và những xe kéo đã vượt xa những xe ngựa của phương Tây. Một trong những phát minh đáng kể nhất của người Trung Hoa là cách thắng ngựa bằng ức (breast- strap harnessing system), khởi nguyên vào khoảng thế kỷ thứ tư trước CN. Trên khắp thế giới, người ta biết thắng bò trước khi thắng ngựa. Tuy nhiên vì ngựa chạy nhanh hơn nên người ta lập tức tìm cách thắng ngựa sau khi đã thuần hóa và ngay từ đầu, con người thắng ngựa cùng một phương pháp thắng bò.
Hai con bò được buộc song song với một trục gỗ bằng một cái ách để giữa cổ và xương gồ ở trên lưng. Tuy nhiên hai giống vật có hình thể khác nhau, việc áp dụng máy móc đó đã đem lại những bất lợi và chính vì ngựa không có cục bướu ở trên lưng như bò (bò u), người ta phải buộc đai xuống bụng thêm một đai vòng qua cổ để giữ cho cái ách khỏi thụt lùi về sau. Kiểu buộc đó đã khiến cho con ngựa bị nghẹt thở. Từ phương pháp thắng ngựa bằng ức, người Trung Quốc cũng chuyển qua một vòng đai vòng qua cổ và sử dụng thay thế cho một cái xương gồ trên lưng như trâu bò để máng chiếc ách.
Đây là cách tương tự như phương thức hiện nay người ta dùng và được coi là phương pháp hiệu quả hơn cả. hai con ngựa nếu thắng bằng lối quàng qua cổ (throat- and-girth) chỉ kéo được khoảng nửa tấn trong khi một con ngựa thắng theo lối mới có thể kéo được 1 tấn rưỡi nghĩa là hiệu năng tăng gấp sáu lần. người Trung Hoa vẫn thường dùng sức phu phen để kéo thuyền đi ngược dòng xông và có thể chính từ đó họ cảm nhận được rằng nếu choàng sợi đai qua cổ con vật thì nó sẽ bị ngộp thở và sức kéo giảm đi nhiều và từ đó đưa đến việc cải thiện phương pháp thắng ngựa.
Ở Trung Hoa lúc đầu người ta chỉ dùng ngựa để kéo xe và có lẽ những chiếc xe ngựa đầu tiên cũng từ những người du mục ở quan ngoại đem vào mà những dân tộc này rất có thể cũng bắt chước những giống dân từ Trung Á hay Bắc Phi. Những con ngựa thời cổ Trung Hoa cao chừng 133 đến 143 cm, đầu to, xương thô giống như giống ngựa hoang ở Trung Á ngày nay. Thời đó người ta thắng ngựa dọc theo một cái càng ở giữa và dùng một loại ách (yoke) để kềm ngựa lại vì họ chưa biết cách buộc ngựa bằng cổ và đai (throat-and-girth type harness). Cũng có người cho rằng chiến xa được du nhập khi người Trung Hoa giao chiến với các bộ lạc ở miền Bắc.

## Hình thức

### Xe ngựa
Chiến xa là một loại xe do động vật kéo (chủ yếu là ngựa nên có thể gọi là xe ngựa), sơ khai và đơn giản nhất, được sử dụng cả trong chiến tranh cũng như thời bình như là phương tiện quan trọng bậc nhất của nhiều dân tộc cổ đại. Chiến xa được tạo ra ở khu vực Lưỡng Hà bởi các cư dân ở đây ngay từ khoảng năm 3000 TCN và tại Trung Quốc trong khoảng thiên niên kỷ thứ 2 TCN. Chiến xa nguyên bản là một cỗ xe 2 hoặc 4 bánh được kéo bởi 2 hay nhiều con ngựa buộc sát cạnh nhau. Cỗ xe kéo nhỏ với một khung chắn bảo vệ cao đến thắt lưng ở phía trước. Chiến xa, điều khiển bởi một người đánh xe, được sử dụng cho chiến tranh thời cổ đại trong suốt thời đại đồ đồng và thời đại đồ sắt.
Cỗ xe này tiếp tục được dùng trong di chuyển, diễu hành và trong các cuộc thi đấu, các cuộc đua sau khi nó không còn được dùng với mục đích quân sự. Những chiến xa có bánh xe nan hoa sớm nhất đã tồn tại từ năm 2000 TCN và cách sử dụng chúng đạt đến đỉnh cao vào khoảng năm 1300 TCN (điển hình là trong trận Kadesh). Chiến xa mất ý nghĩa quan trọng trong quân đội vào thế kỷ thứ 4 TCN nhưng những cuộc đua xe ngựa vẫn tiếp tục phổ biến ở Constantinopplis cho đến tận thế kỷ thứ 6. Chiến xa trở thành lỗi thời trong thời kỳ Chiến Quốc, lý do chính là sự phát minh ra nỏ và sự ra đời của kỵ binh bắn tên, những thứ có hiệu quả hơn.

### Kéo xe
Trong thế kỷ 19 và nửa đầu những thập niên của thế kỷ 20, những chiếc xe ngựa cũng trở nên rất gần gũi, thân thuộc với người dân Việt Nam bởi nó là phương tiên đi lại chủ yếu thời kỳ đó. Đặc biệt ở phương Nam, hình ảnh những chiếc xe ngựa đi trên những lối mòn xưa, giữa cánh đồng hoa cúc vàng mênh mông nở rộ đã trở thành nét đẹp rất đặc trưng của mảnh đất miền Tây. Con ngựa kéo theo một cỗ xe bình dân, kèm âm điệu tiếng lục lạc inh ỏi, phương tiện vận tải đắc dụng cho người và sản vật quê nhà, xe do ngựa kéo là từ Nhật du nhập vào Việt Nam từ năm 1886, từ 1918, Nam Bộ còn có xe kiếng, kiểu xe Ấn Độ, xung quanh gióng mặt kính, ngựa hoặc lừa kéo đi.
Trong vùng đồng bằng dùng xe một ngựa kéo, gọi thẳng là xe ngựa chứ không gọi là xe thổ mộ. Hai bên mắt ngựa kéo xe có 2 lá vả che cho nó không nhìn thấy hai bên. Không có xe song mã, tứ mã, nhưng trèo lên xe ngựa cũng phải là hạng có tiền. Ở Phú Yên, ngựa kéo xe trung bình mỗi ngày chạy hai chuyến khứ hồi trên lộ trình chừng 15 cây số, như Phú Lâm–Bàn Thạch, Phú Lâm–Phú Thứ, Tuy Hòa–Hòa Đa, La Hai–Chí Thạnh. Một số nơi tại Tuy Hòa, Tuy An có địa danh Bến Xe Ngựa. Xe ngựa Phú Yên trở thành một phương tiện chuyên chở rất phổ biến một thời. Nổi tiếng nhất là khu vực Phú Lâm (thuộc các phường Phú Thạnh, Phú Đông, Phú Lâm của Tuy Hòa ngày nay) với số người tham gia nghề này đông đảo nhất tỉnh.
Ở các địa phương trong tỉnh đều hình thành các bến xe ngựa, trong đó có hai bến lớn nhất là bến xe Phú Lâm và bến xe nội tỉnh. Đến tận nửa sau thế kỷ XX, trừ những cuộc đua, ít thấy người ngồi trên lưng ngựa, song vẫn còn phổ biến loại hình khác, con ngựa kéo theo một cỗ xe bình dân, kèm âm điệu tiếng lục lạc inh ỏi, phương tiện vận tải đắc dụng cho người và sản vật quê nhà. Có làng rượu ở phía Nam, lại có chợ Rượu ở phía Đông, một thời ngựa xe tấp nập, đến nay con ngựa và cỗ xe ngựa Bình Định hầu như vắng bóng trên các làng quê và phố thị.
Ngày nay, ở Phú Yên, cả tỉnh có khoảng vài chục xe còn lăn bánh, rải rác ở các huyện Tây Hòa, Đông Hòa, Phú Hòa và Tuy Hòa. Còn các địa phương khác như Tuy An, Đồng Xuân thì người dân chủ yếu nuôi ngựa để thồ hàng. Nghề chạy xe ngựa đã quá lỗi thời trước sự phát triển của các phương tiện vận tải hiện đại, những người đồng nghiệp ở xóm Ngựa và cả huyện Tây Hòa đều lần lượt giải nghệ, tìm việc khác sinh nhai, ở huyện Phú Hòa thì những người chạy xe ngựa chỉ dựa vào các nhà máy xay xát để vận chuyển lúa, gạo cho nông dân.
Loại hình ngựa kéo cũng thông dụng tại Quảng Ngãi với âm thanh lốc cốc của tiếng vó ngựa một thời gắn bó với những chuyến xe ngựa trên các ngã đường ở thị xã Quảng Ngãi xưa, tại đây, phương tiện giao thông xe ngựa được tận dụng, từ đó, hình thành các bến xe ngựa ở thị xã Quảng Ngãi, Sông Vệ, Thạch Trụ, về sau, phương tiện giao thông đa dạng hơn nên xe ngựa chỉ dùng chủ yếu ở thị xã Quảng Ngãi và vùng ven đô.
Không phải ngẫu nhiên mà phương tiện sàn thô bánh xe lớn/ bạn hàng ngồi chêm nhau cùng với cái nhịp ngựa đều đều, có phần chậm chạp ấy lại dễ dàng đi vào thơ ca rất sống động và có sức khơi gợi, ám ảnh lâu dài. Dặm trường vó ngựa đã ghi lại bao biến cố, đổi thay của thị xã Quảng Ngãi ngày xưa. Từ Quảng Ngãi vào các tỉnh Tây Nguyên, thi thoảng, ta bắt gặp những chiếc xe ngựa ở Tuy Hòa (Phú Yên), Phan Rang (Ninh Thuận), Phan Rí (Bình Thuận), Đức Trọng (Lâm Đồng) vẫn khoan thai gõ nhịp trên đường giữa dòng xe cộ ngược xuôi, xe ngựa từng là hình ảnh đẹp của thị xã Quảng Ngãi xưa.
Thường thì xe ngựa ít khi nào phi nước đại một mạch từ làng lên phố mà phải dừng lại bỏ hàng trên đường đi. Tiếng lục lạc và tiếng vó ngựa cứ đổ đều đều. Đi xe ngựa tiện cái là có thể bỏ thêm đôi quang gánh (đôi trạc) hay cái thúng, cái mủng trên đó để lên chợ mua đồ ăn, trầu cau. Xe ngựa không được tươm tất như những chiếc xe ngựa xinh đẹp. Xe ngựa ở Quảng Ngãi dịp Tết hiện đại, hoành tráng, xinh đẹp hơn nên không giống chiếc xe thổ mộ ngày xưa. Ở Tây Ninh bây giờ, phải chờ đến dịp Hội xuân Núi Bà Đen diễn ra trong tháng Giêng. Chỉ ở đấy mới có những cỗ xe ngựa chở người từ cổng khu du lịch vào tới khu cáp treo, hay chùa Trung, vào mùa cưới sẽ gặp cỡ một chục cỗ xe ngựa chạy trên các phố hướng về phía Toà thánh Tây Ninh

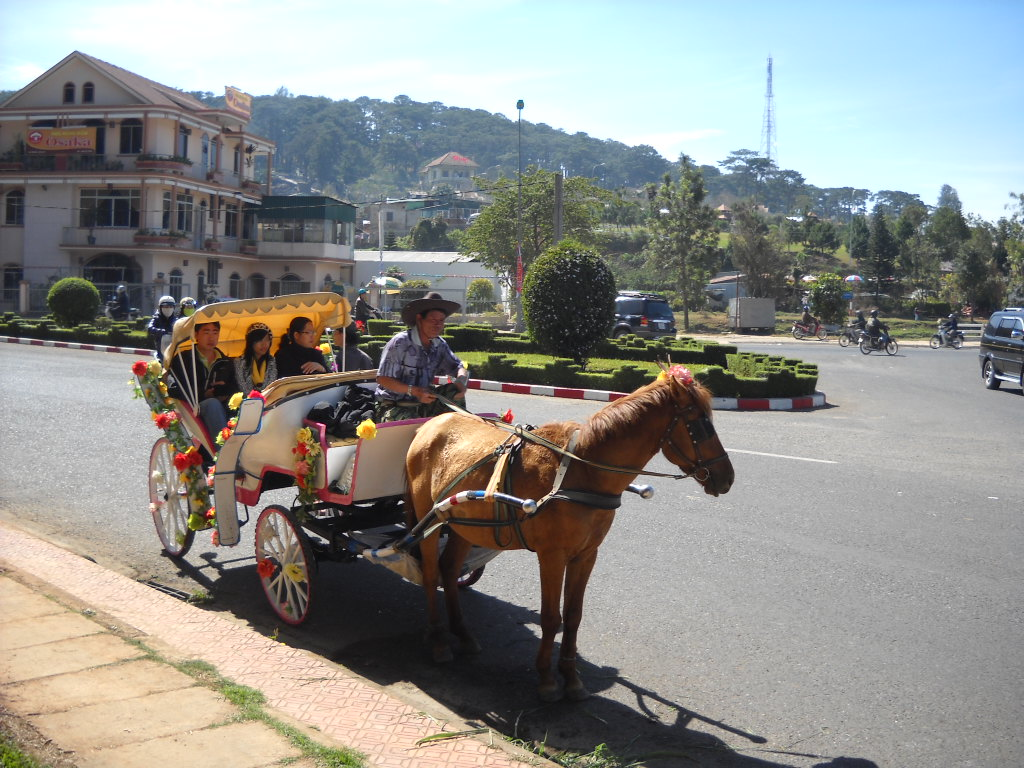
Một con ngựa cỏ Đà Lạt được phục vụ cho việc kéo xe

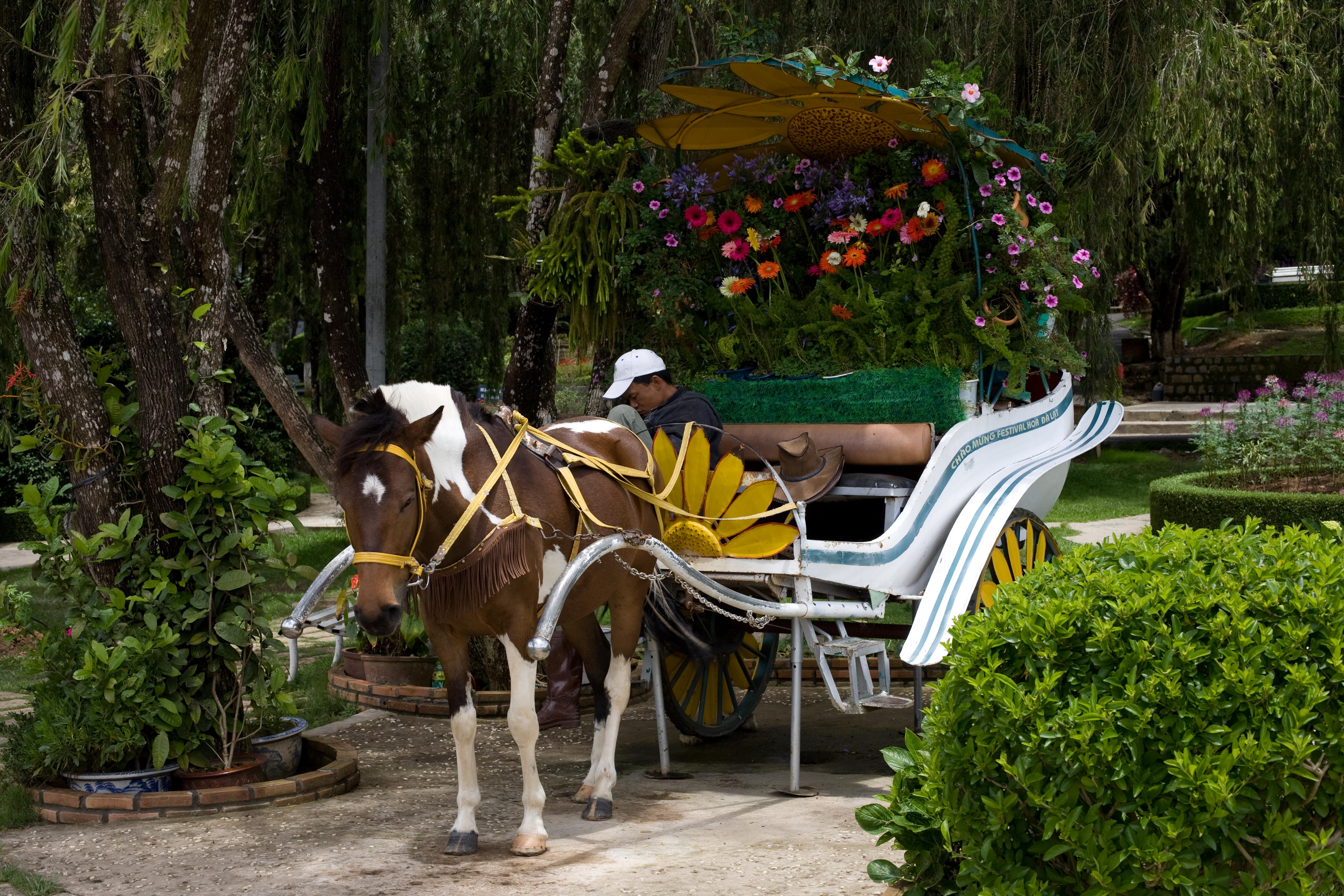
Ngựa Đà Lạt kéo xe ở chợ Hoa

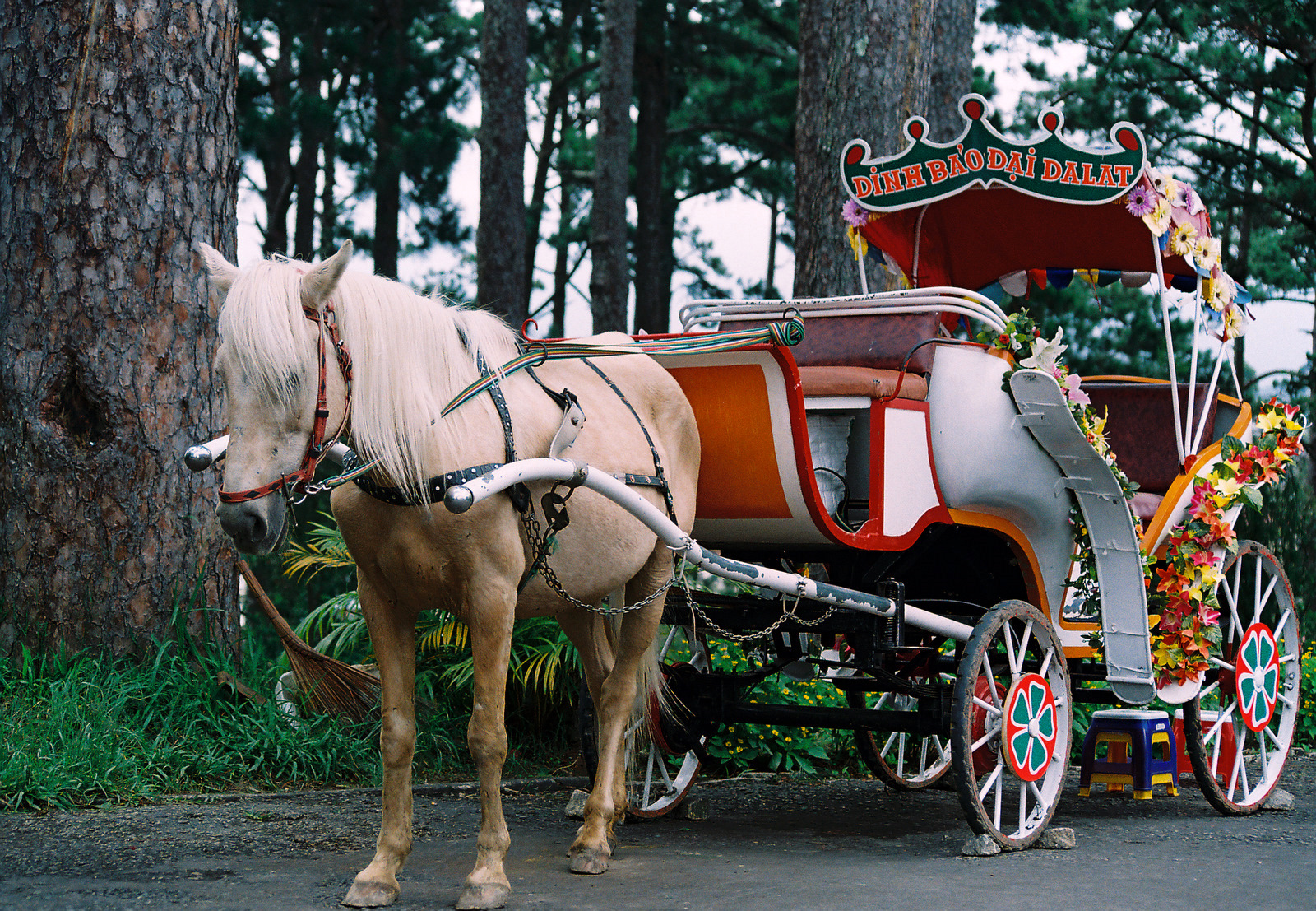
Ngựa kéo xe tại Dinh Bảo Đại để chụp ảnh

Xe ngựa ở Đà Lạt xuất hiện từ thời rất xa xưa, thời đó, sáng, chiều lại có những đoàn xe ngựa thồ nối đuôi nhau chở đầy rau xanh, hoa quả, nông phẩm từ ngoại ô về thành phố. Ngày nay xe ngựa chỉ dùng để chở du khách. Tiếng vó ngựa lốc cốc trên những con dốc gập ghềnh nơi thành phố cao nguyên này từ hàng trăm năm nay đã trở nên một hình ảnh quen thuộc trong tiềm thức của nhiều người. Những chiếc xe ngựa gắn bó với người Đà Lạt trở thành một phương tiện lao động và cũng là nét đặc trưng của miền đất này.
Trên xứ Đà thành tĩnh lặng, xa xăm, tiếng vó ngựa vẫn gõ giòn trên dốc vắng và cả tiếng lục lạc xao động miền ký ức, là nét văn hóa, hình ảnh tâm thức với cái thú, khi mỗi buổi chiều ngồi vắt vẻo bên thành xe ngựa, nhìn ngắm ruộng đồng xanh mướt, tiếng vó ngựa gõ nhịp, tiếng lục lạc len trong gió, từ khi có chương trình xây dựng nông thôn mới, hầu hết đường làng, đường nhánh ra đồng đã được trải bê-tông. Tiếng vó ngựa gõ giòn thêm. Tiếng vó ngựa lốc cốc trên đường phố, Đà Lạt nửa đêm lục lạc ngựa về là những thanh quen thuộc. Chiếc xe ngựa đã gắn bó với người Đà Lạt và trở thành nét độc đáo không thể thiếu trong lòng du khách, không thể thiếu nhịp phách vó ngựa gập ghềnh.
Trước thời vua Bảo Đại, vó ngựa Đà Lạt đã gõ nhịp trên những con đường dốc hoang sơ chạy quanh thành phố. Thời đó, người ta gọi là xe thổ mộ, có hai băng ghế dọc, bánh gỗ và bạc đồng. Sau đó một thời gian, hàng loạt xe ngựa xuất hiện trên thành phố. Ngựa chở hàng từ nhà vườn tỏa đi các chợ, đưa học sinh đến trường, ngựa giúp du khách qua những chốn đẹp. Không giống các phương tiện khác, xe ngựa dung hòa con người trong một không gian mở, không gian của cộng đồng. Đến những năm 30, cung đường La-mác-tin vòng quanh hồ Xuân Hương có một đường chính, hai đường phụ dành cho người cưỡi ngựa và đi xe đạp, vó ngựa đã gắn với Đà Lạt từ thuở đó.
Ngày xưa xe ngựa nhiều, một xe nuôi cả nhà. Giờ chỉ còn khoảng 30 chiếc của những người vẫn giữ nghề, giữ lại làm du lịch, rước dâu, đóng phim. Cung đường đi cũng đã ngắn dần, không còn rong ruổi cùng du khách như xưa nữa. Thời huy hoàng của nghề xe ngựa là vào thập niên 90 thế kỷ trước, ở đây có trên dưới 500 xe. Thời hoàng kim, vào những năm 70 của thế kỷ trước, Đà Lạt được xem là vương quốc của xe ngựa với khoảng 500 chiếc. Lúc ấy, các bác xà ích làm ăn rất thịnh vượng, đi cả ngày, ngựa chạy đến chồn cả chân mà làm vẫn không hết việc. Ngựa nuôi cả gia đình, một ngày làm xe ngựa bằng sáu công làm hợp tác xã, cũng giống những xà ích ở Đà Lạt, kinh tế của các gia đình này chủ yếu nhờ vào sức ngựa.
Sau ngày 30/4, xe ngựa bắt đầu đi vào làm ăn hợp tác, ban đầu cũng rất khá nhưng về sau thì dần dần sa sút cùng với sự xuất hiện ngày càng nhiều những phương tiện giao thông hiện đại, nhưng khi kinh tế phát triển, nhiều phương tiện hiện đại đã lấn át những chiếc xe thổ mộ, nhiều người đành phải bán xe, bán ngựa chuyển sang nghề khác. Theo sự phát triển của xã hội, chức năng của ngựa đã bị thu hẹp và số lượng ngựa trên cao nguyên Lâm Viên cũng giảm đi nhiều. Ở xứ rau Đơn Dương, chuyện những chiếc thổ mộ từng một thời dọc ngang, ở Lâm Đồng, chẳng đâu nhiều ngựa thồ rau như xứ Đơn Dương. Xứ rau Đơn Dương nhờ ngựa mà khâu lưu thông được thông suốt. Nhưng rồi, ngựa dần dần cũng phải mất đi
Năm 1986, có cá nhân đứng ra thành lập HTX xe ngựa với 250 chiếc, chia làm 4 đội và hoạt động rất sôi nổi. Năm 1999, Thành phố chủ trương cấm xe thô sơ và súc vật vào trung tâm Đà Lạt và hồ Xuân Hương. Ngựa mất bến đậu, mất cả lối đi, cái nghề xe ngựa cũng từ đó lụi dần. Năm 1995, chỉ còn 40 người là quyết tâm sống chết với cái nghề được xem đã đến lúc hết thời này. Cho đến nay, toàn thành phố chỉ còn chưa đầy 10 chiếc xe ngựa, tất cả đều chỉ phục vụ chở khách du lịch. Giờ chỉ còn khoảng 50 xe. Số còn lại cho ngựa thay vì kéo hàng hóa như xưa thì nay phục vụ du khách. Nhưng chỉ ở những tuyến đường có mật độ giao thông không lớn, độ dốc không cao; tại những khu vực sinh thái, dã ngoại, các khu vực ngoại vi thành phố để du khách có dịp thăm thú, ngắm cảnh như quanh bờ hồ Xuân Hương, đường đến Suối Vàng và trong khuôn viên các khu du lịch nổi tiếng
Thực tế hiện nay xe ngựa chủ yếu phục vụ du khách, nên chỉ có thể hoạt động khi mùa du lịch đến. Đà Lạt nếu vắng bóng loại hình du lịch ngựa và xe ngựa thì sẽ kém thú vị và không còn nét đặc trưng của du lịch Đà Lạt. Nhưng để tăng thêm sự hấp dẫn cần nghĩ đến việc nhập thêm những giống ngựa tốt, có tầm vóc vạm vỡ, oai phong, song song đó cần nâng cấp các cỗ xe thêm tiện nghi, hiện đại và an toàn. Để có một cỗ xe ngựa 2 bánh coi được cũng phải bỏ ra gần chục triệu (chưa kể ngựa) có cả 20 cỗ xe ngựa 4 bánh theo kiểu dáng châu Âu thế kỷ 19 vào hoạt động du lịch.
Những chiếc xe ngựa lại được xuất hiện ở phố núi Đà Lạt sau hơn 5 năm bị phong tỏa, để được chạy xe trở lại phải chạy vạy mới có 13 triệu đồng mua một con ngựa, rồi chạy tiếp 10 triệu nữa đóng một chiếc xe thổ mộ bốn bánh. Đà Lạt đồi dốc, xưa nay xe ngựa một cầu (chỉ cần hai bánh) đã làm khổ thân con ngựa, nay chơi hai cầu (xe bốn bánh), ngựa phải ráng mà lê, cố mà kéo, chiều dài quá khổ của xe bốn bánh làm mỗi lần lên hay xuống dốc là xà ích phập phồng vì ngựa không phải động cơ. Nó mà mệt là tuột dốc, rất nguy hiểm. Xe tự sắm, ngựa tự mua, tự đón khách, tự đánh xe chở khách, cỏ ngựa hằng ngày tự cắt, ngựa ngã bệnh tự chăm, ngựa khóc (vì mệt)

## Hình ảnh

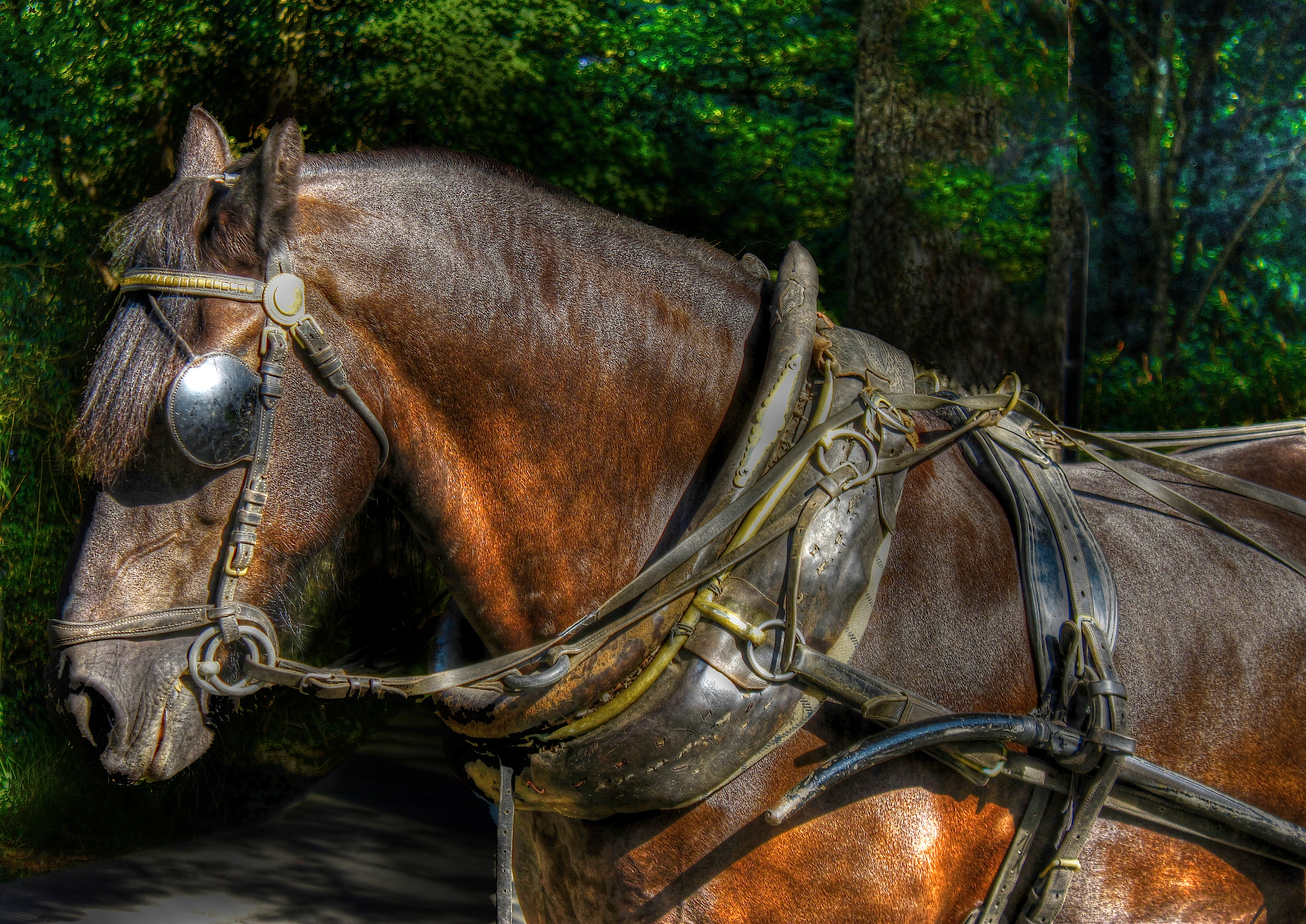
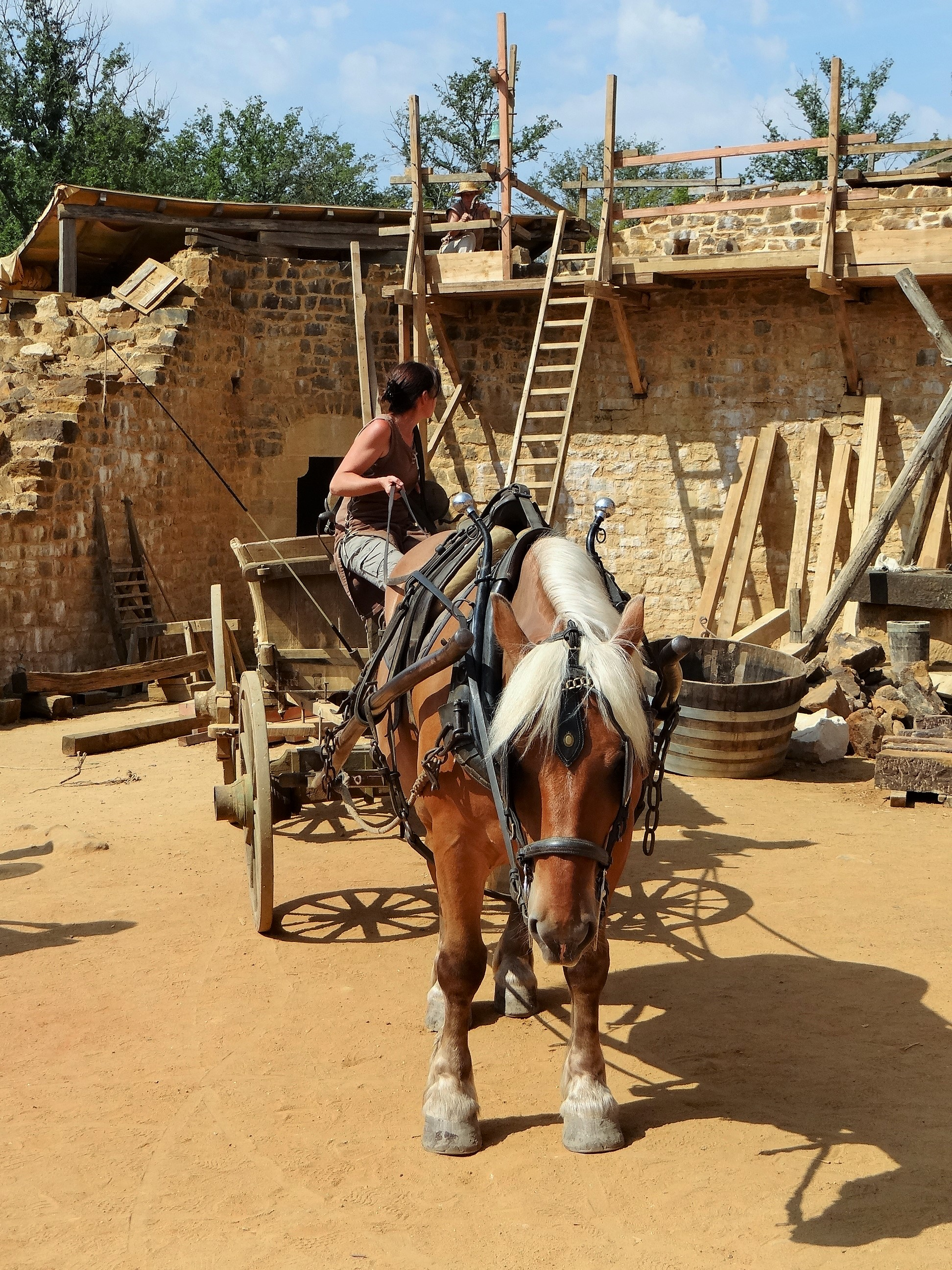
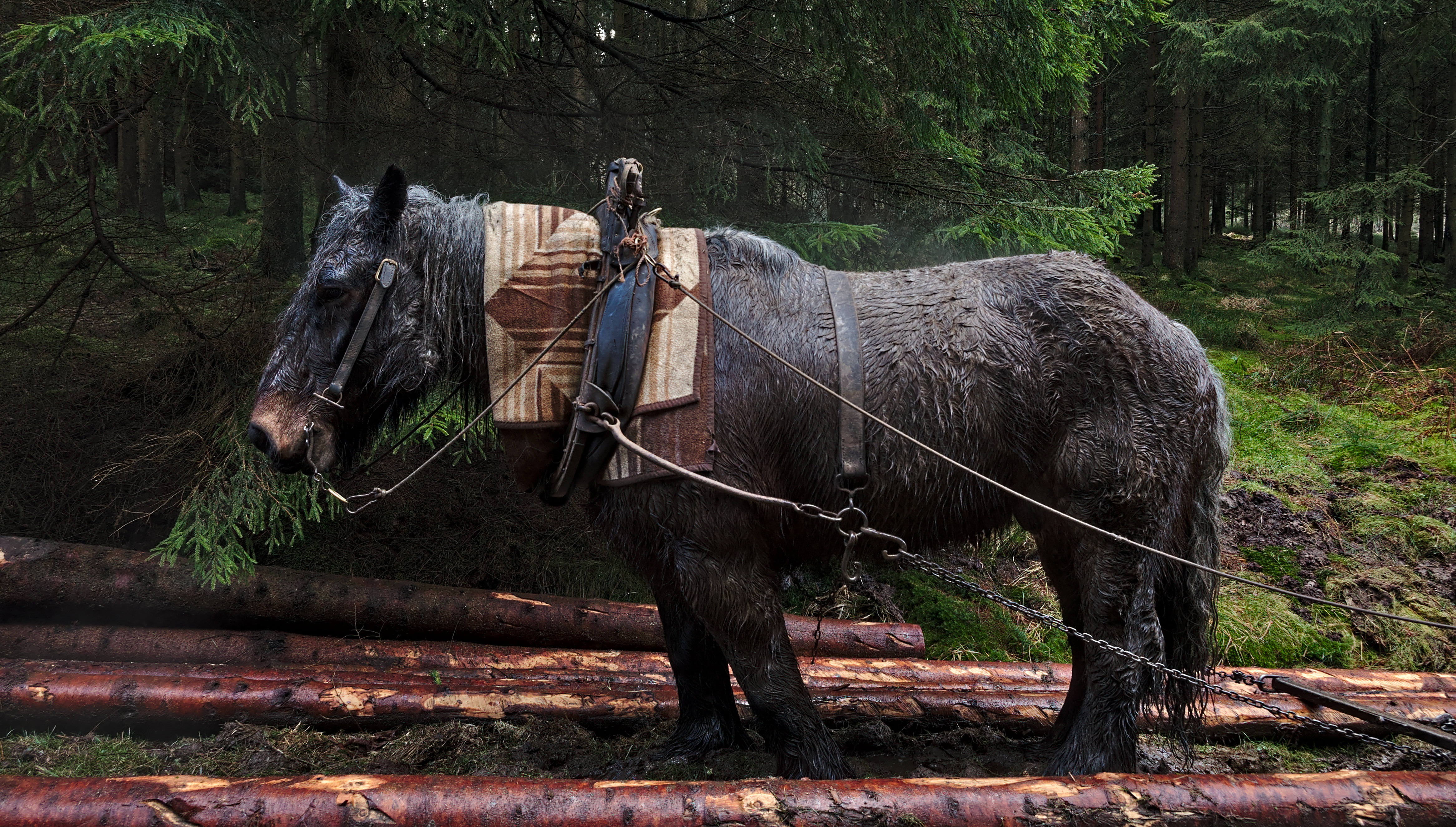
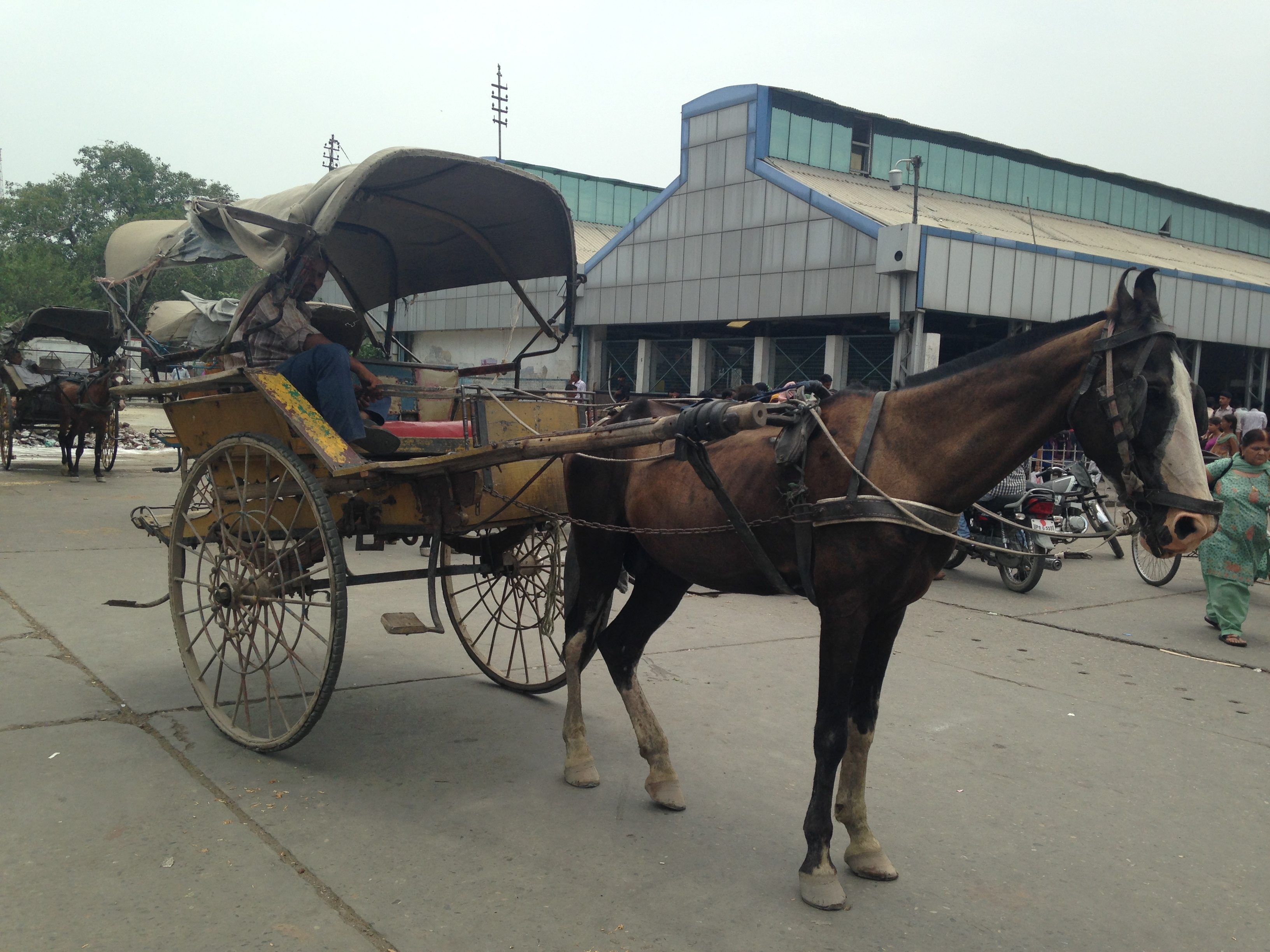
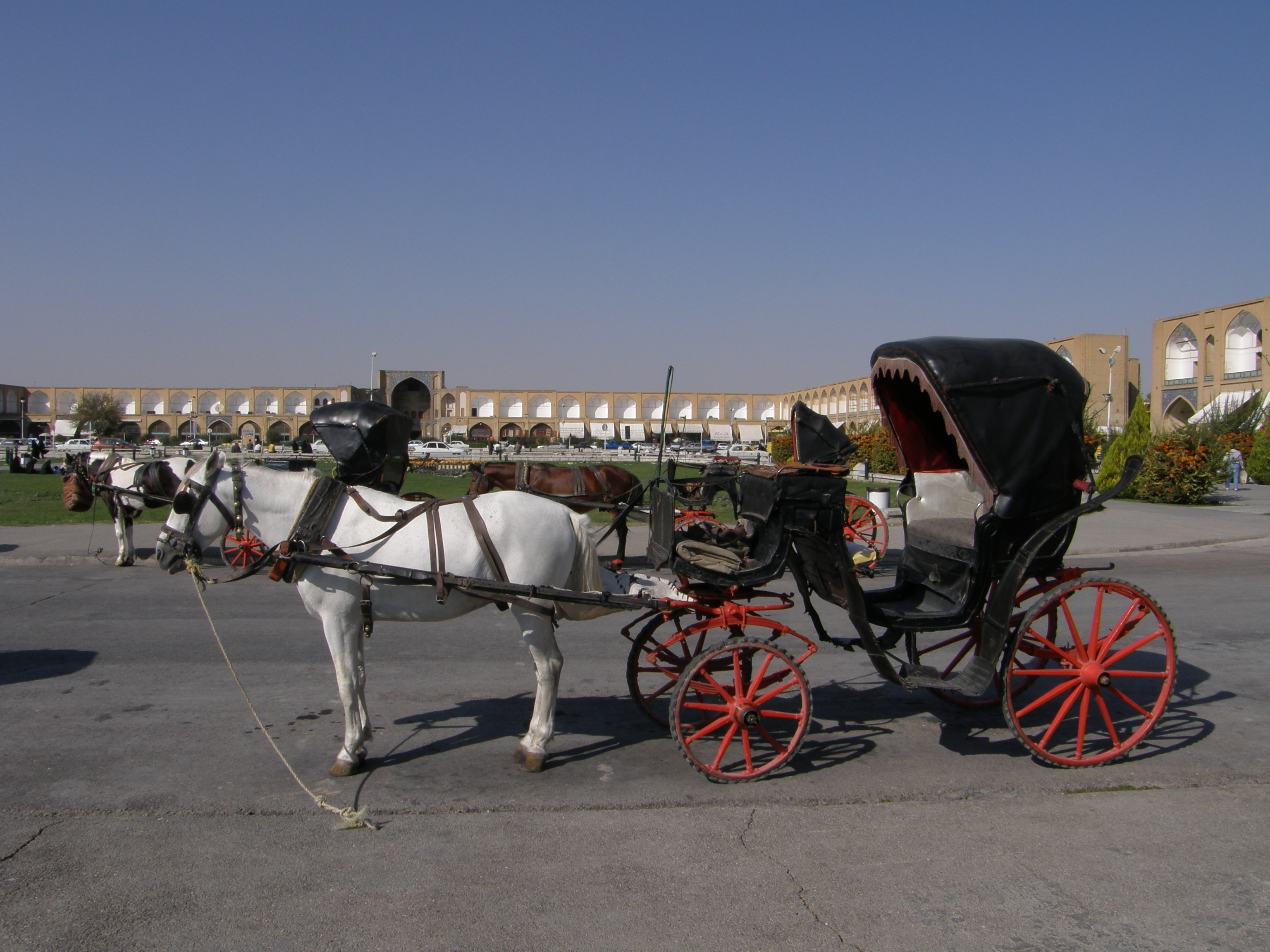
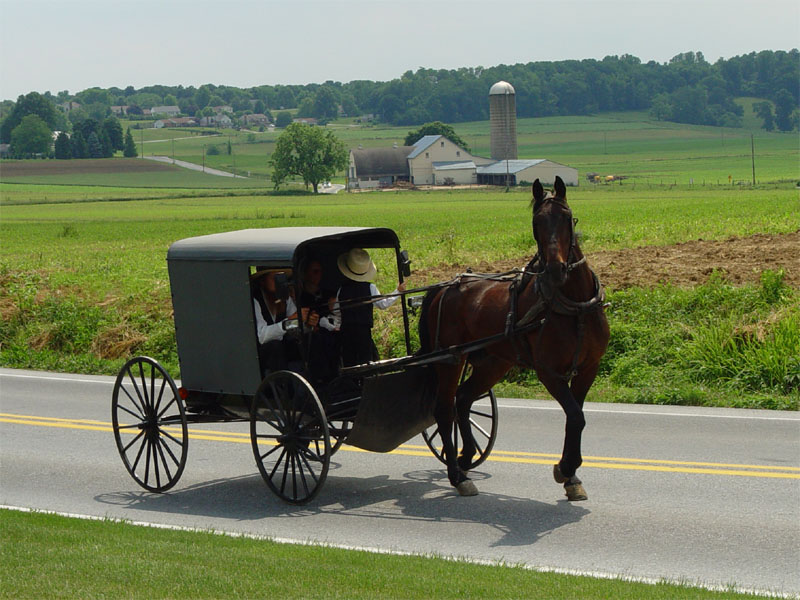
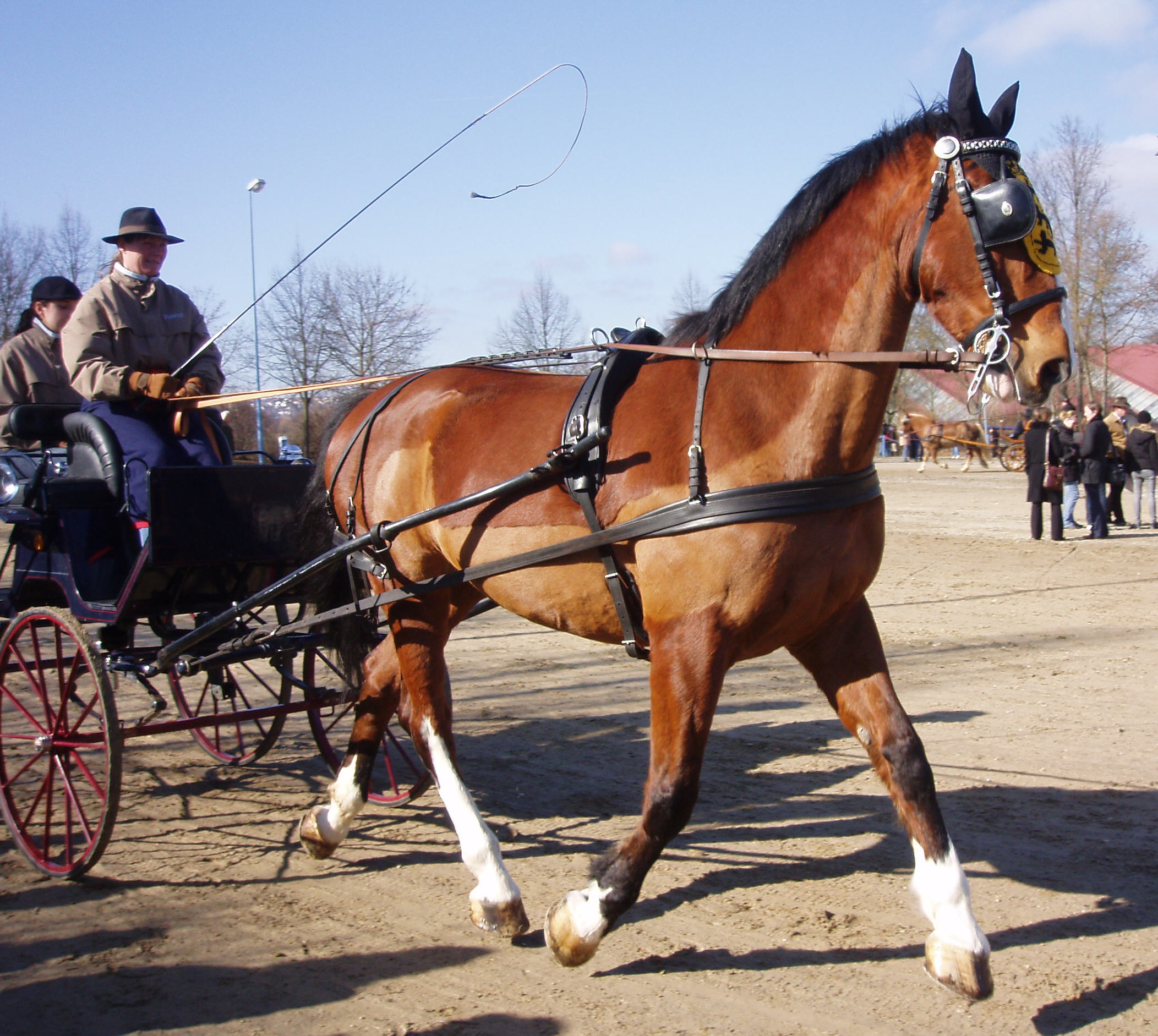
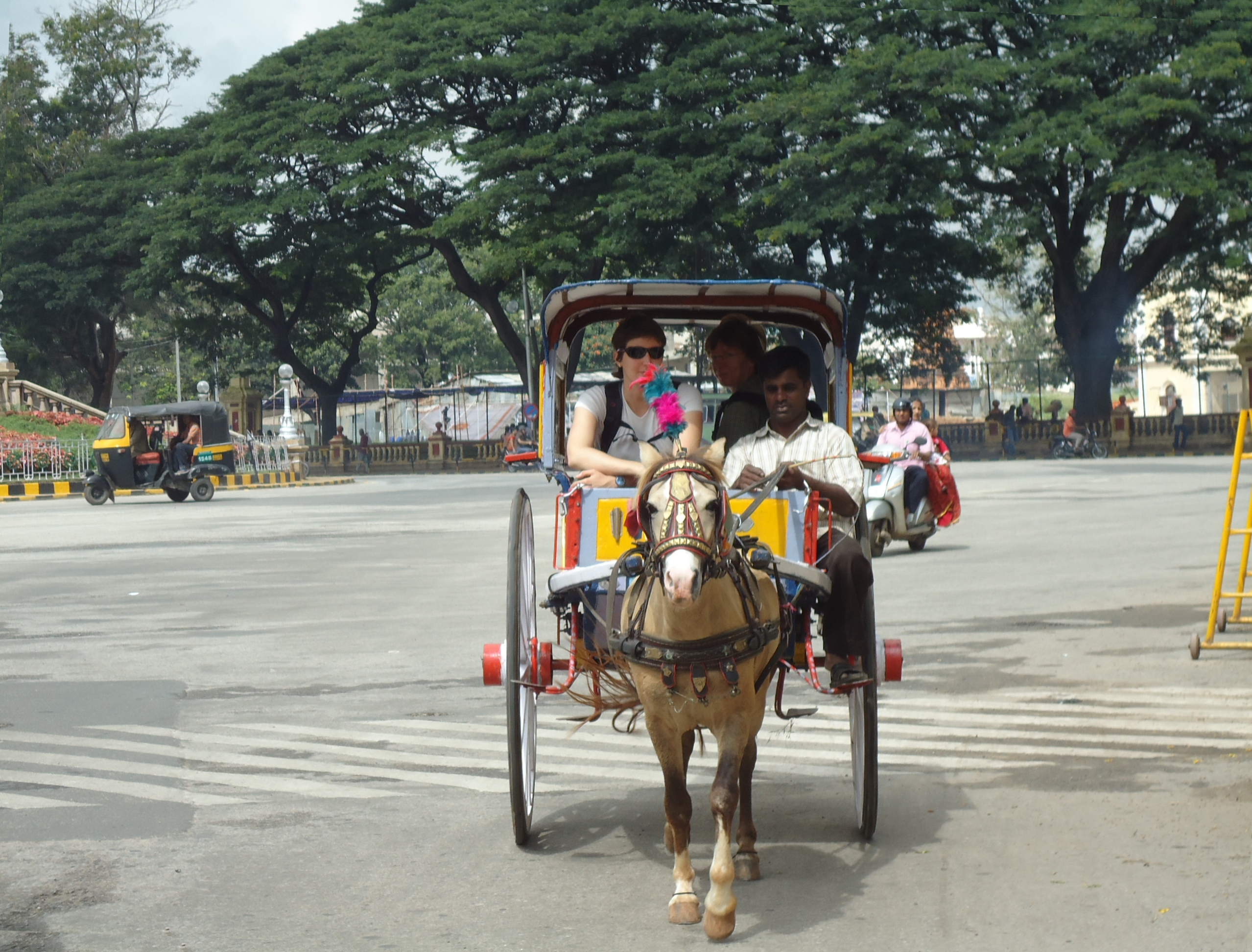
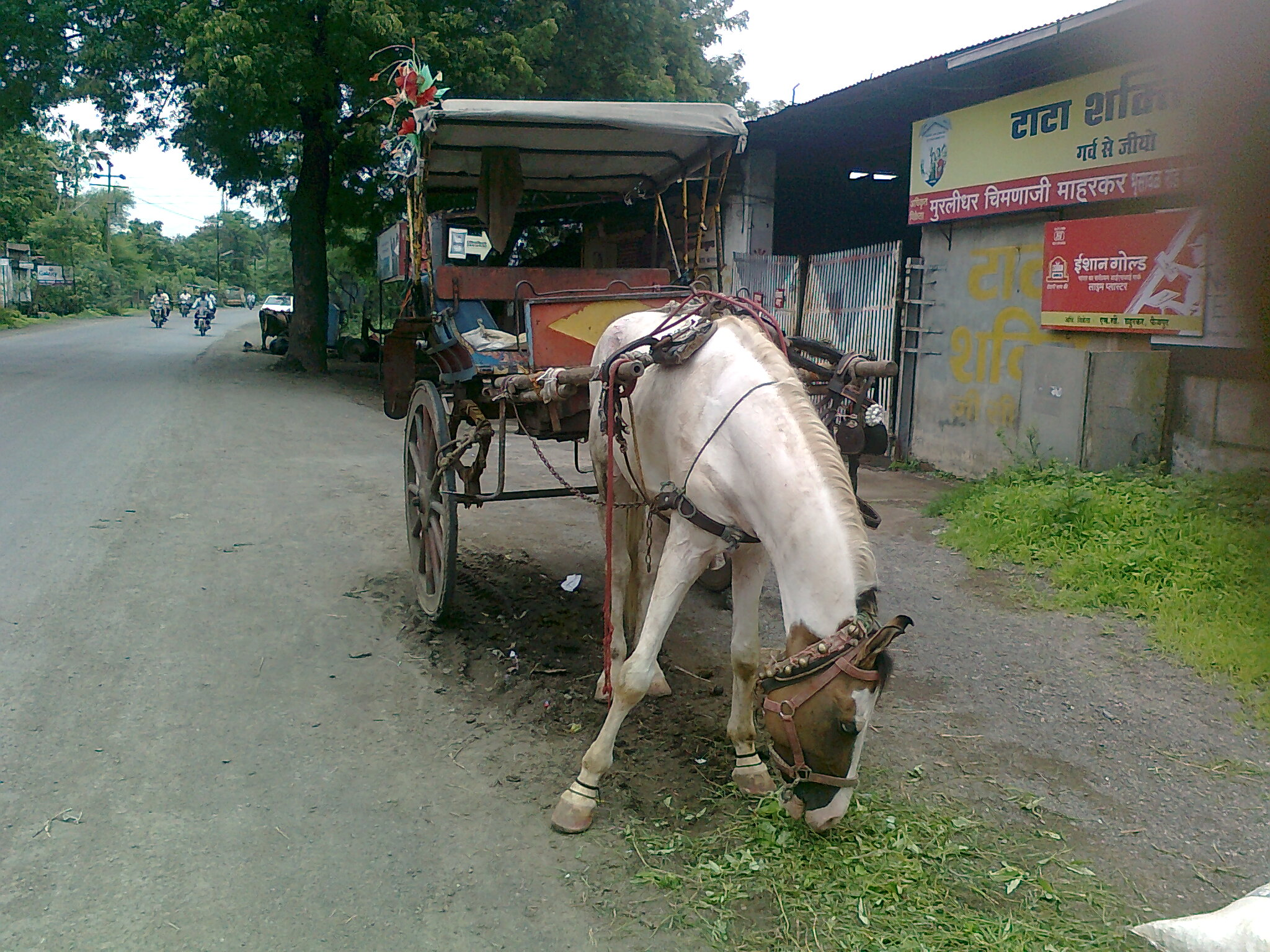
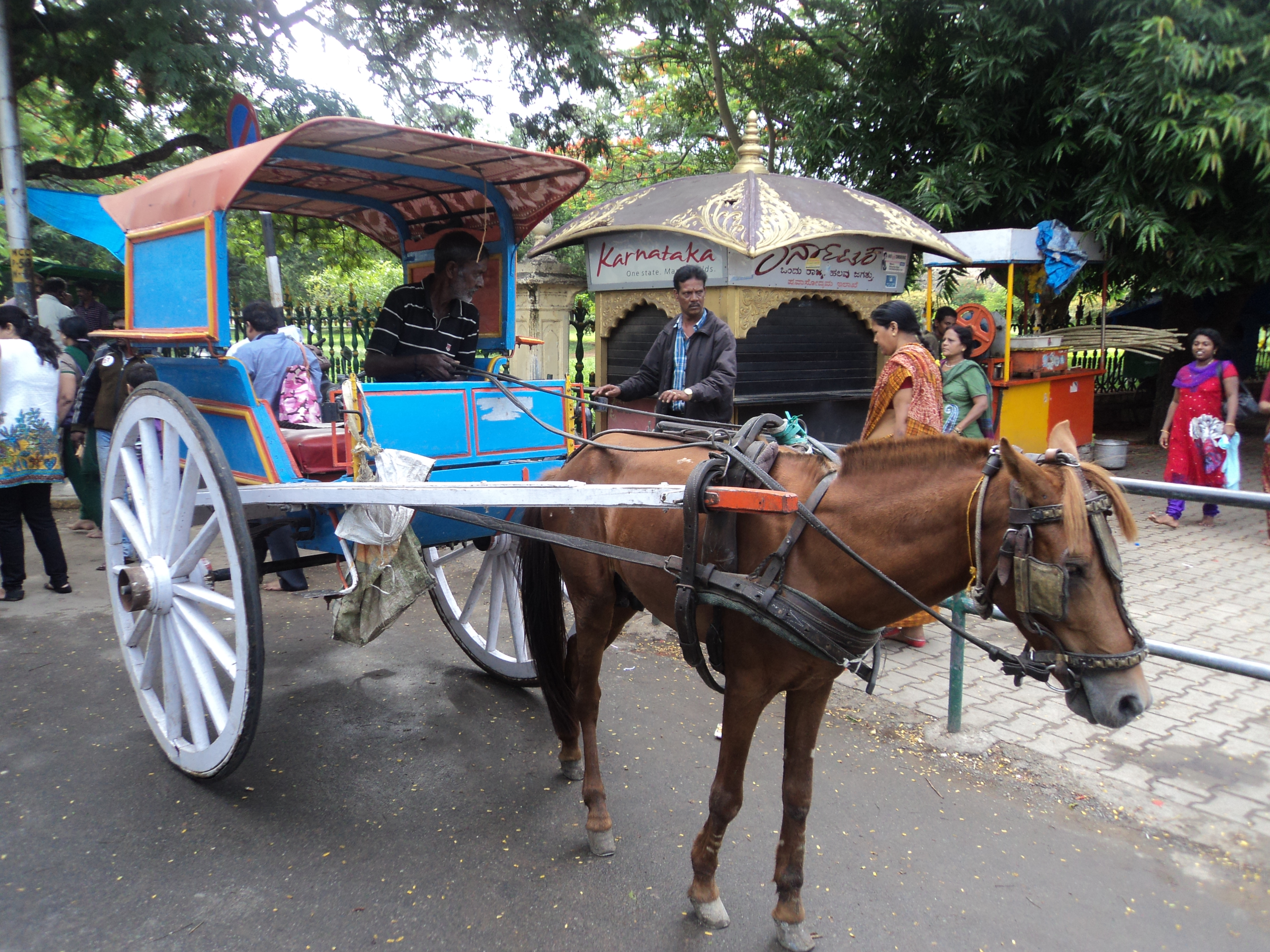
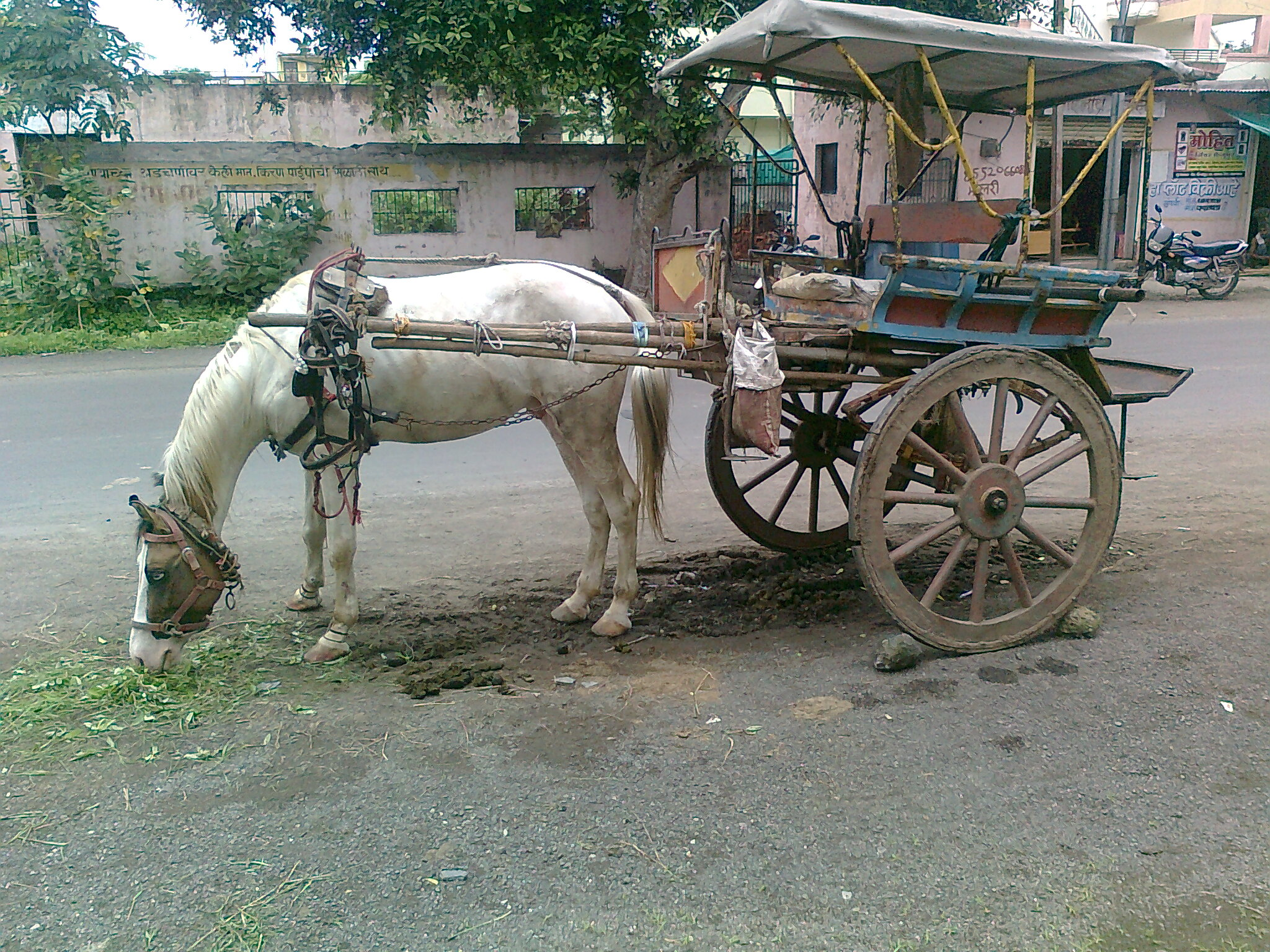
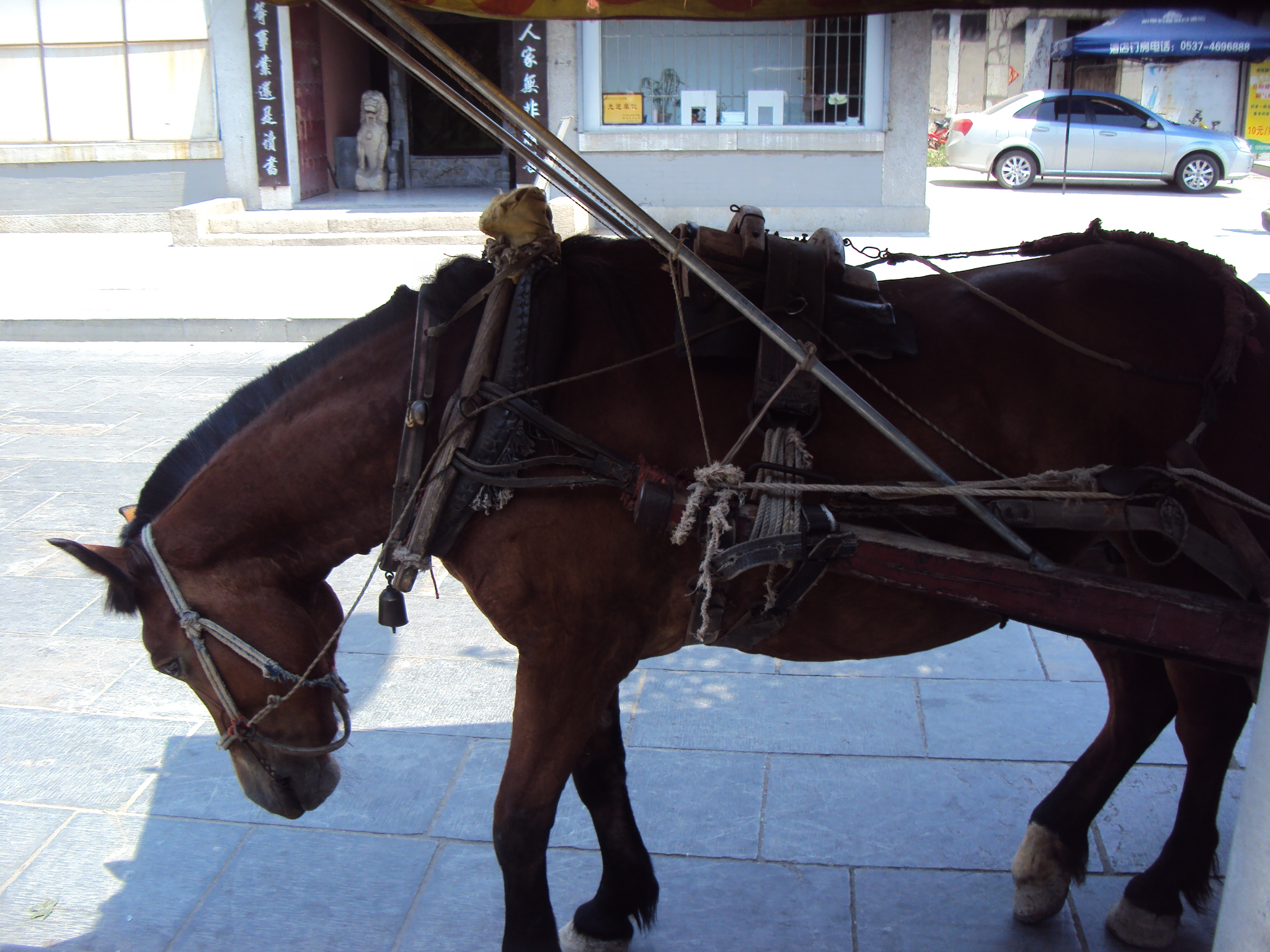
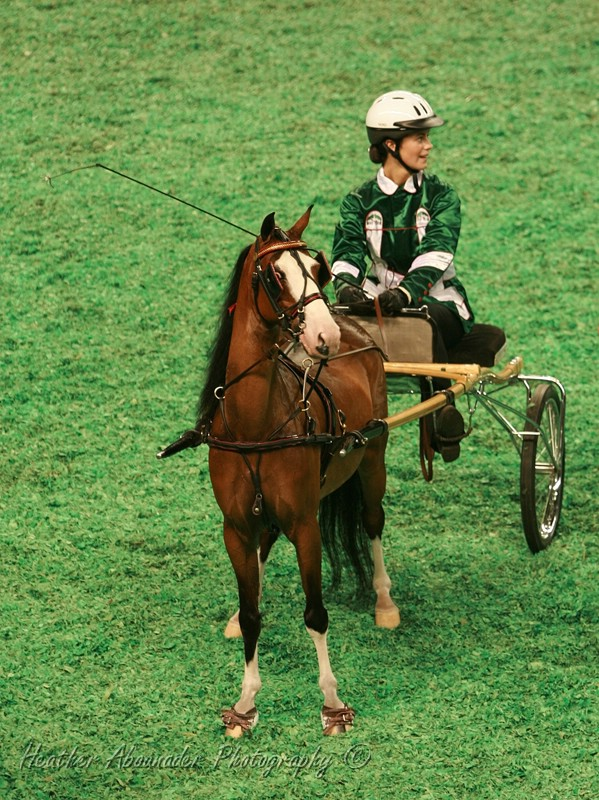
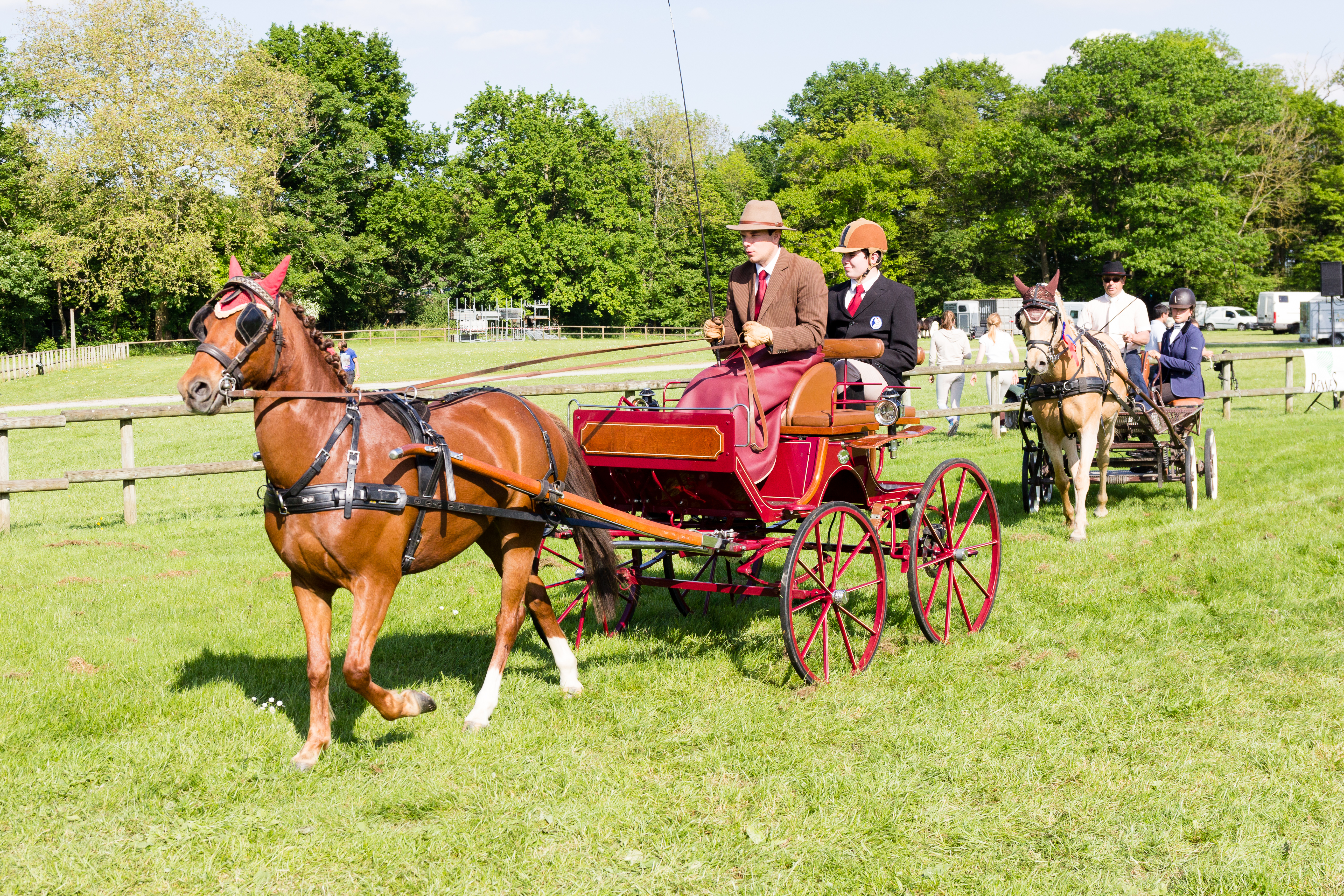
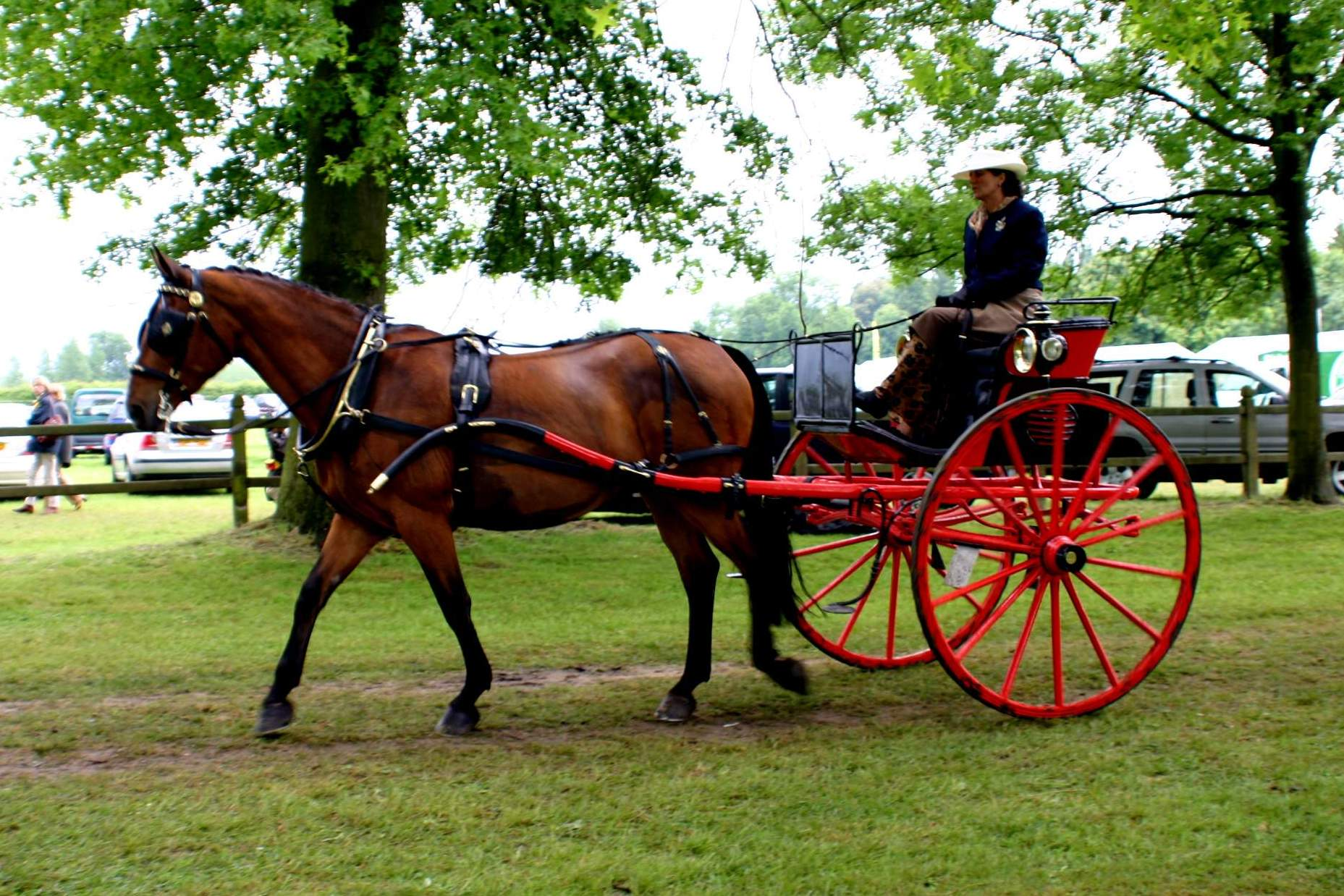
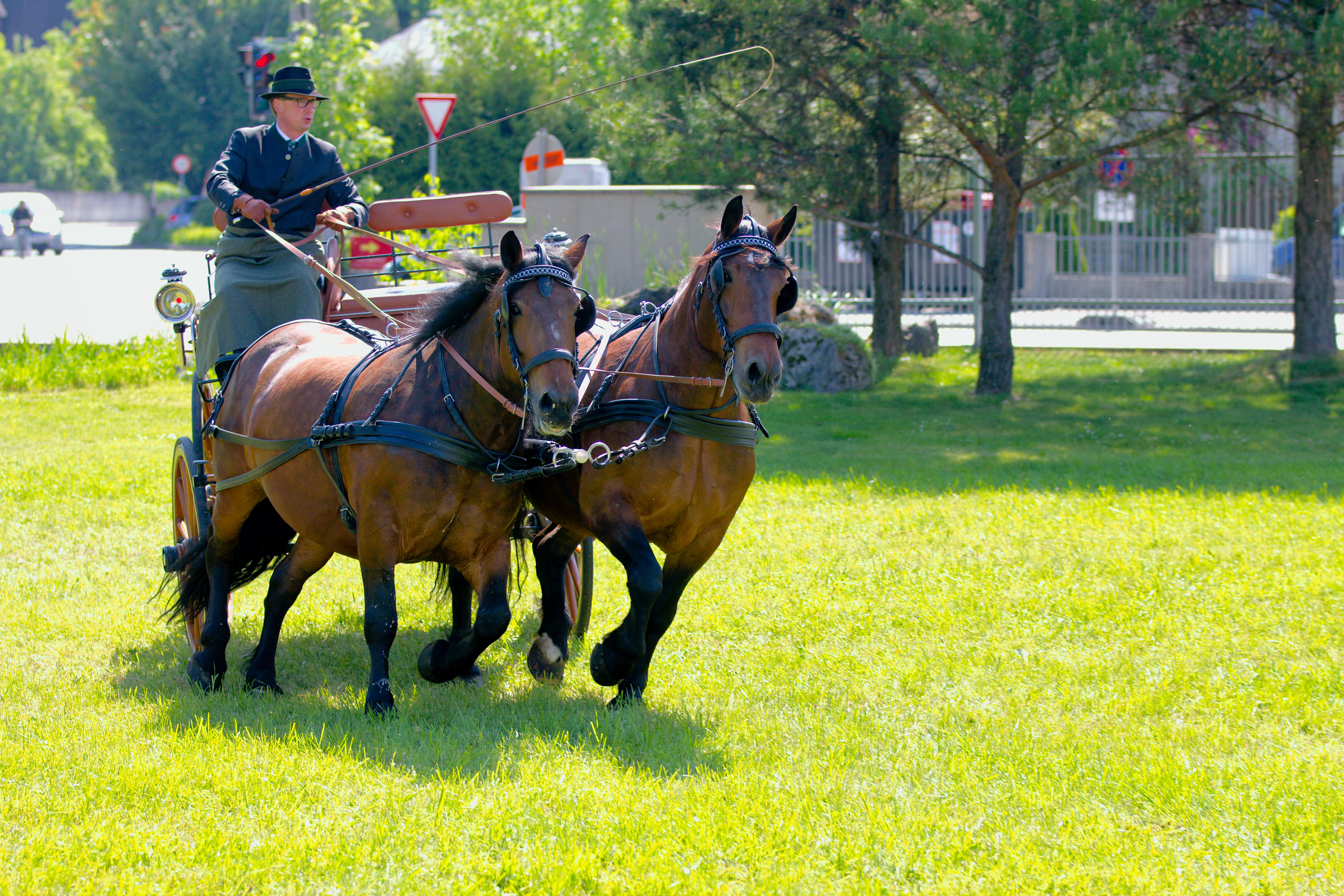
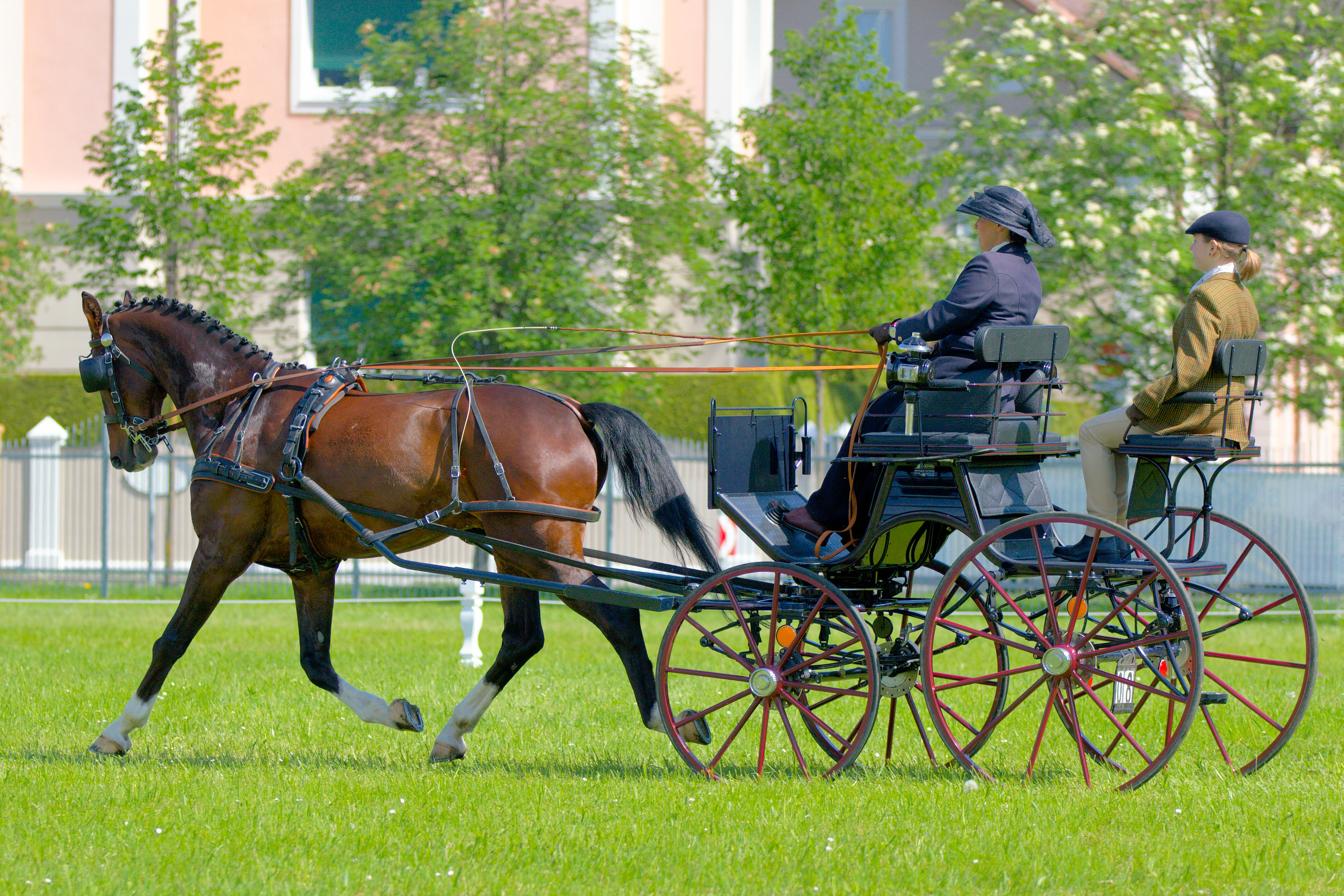
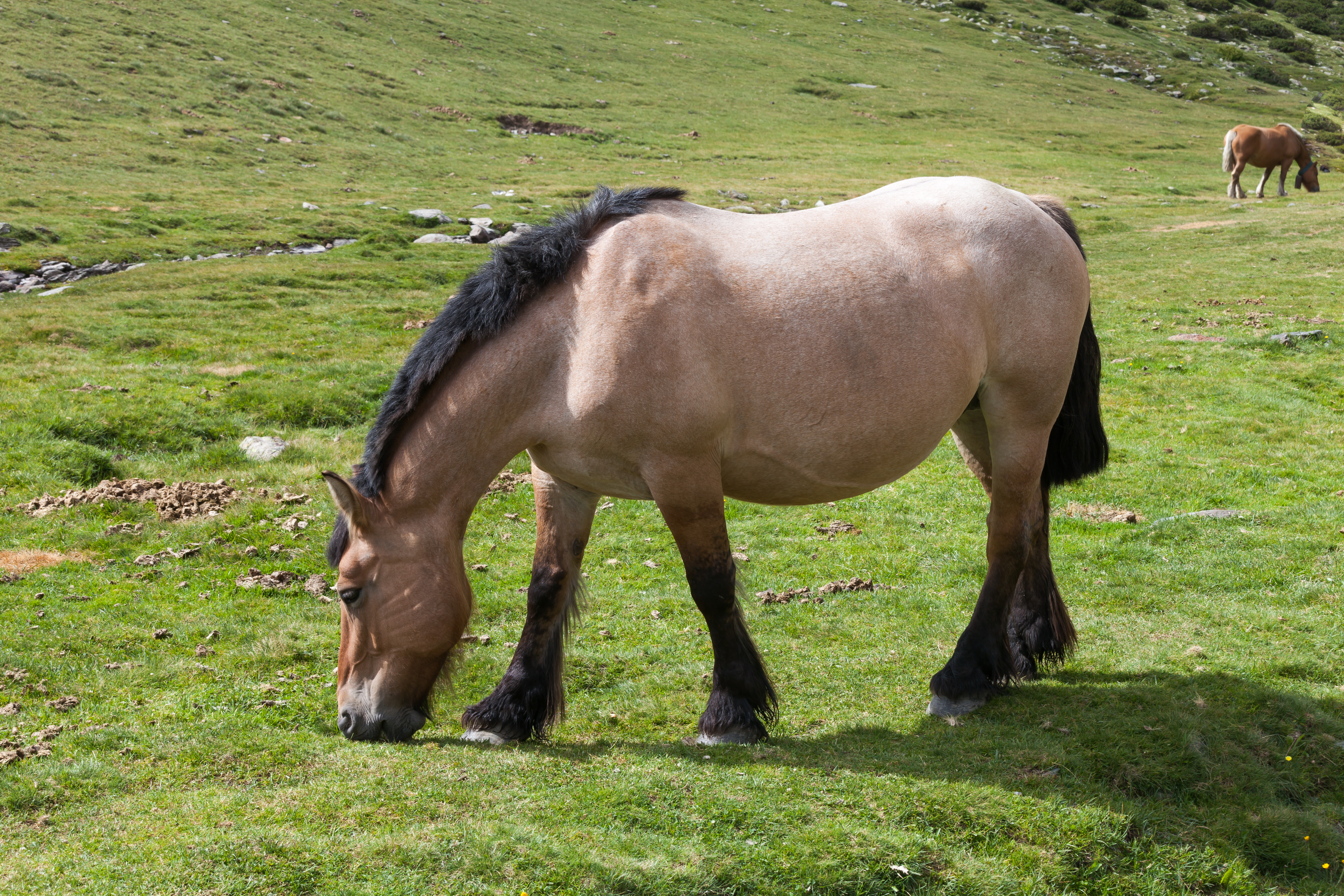
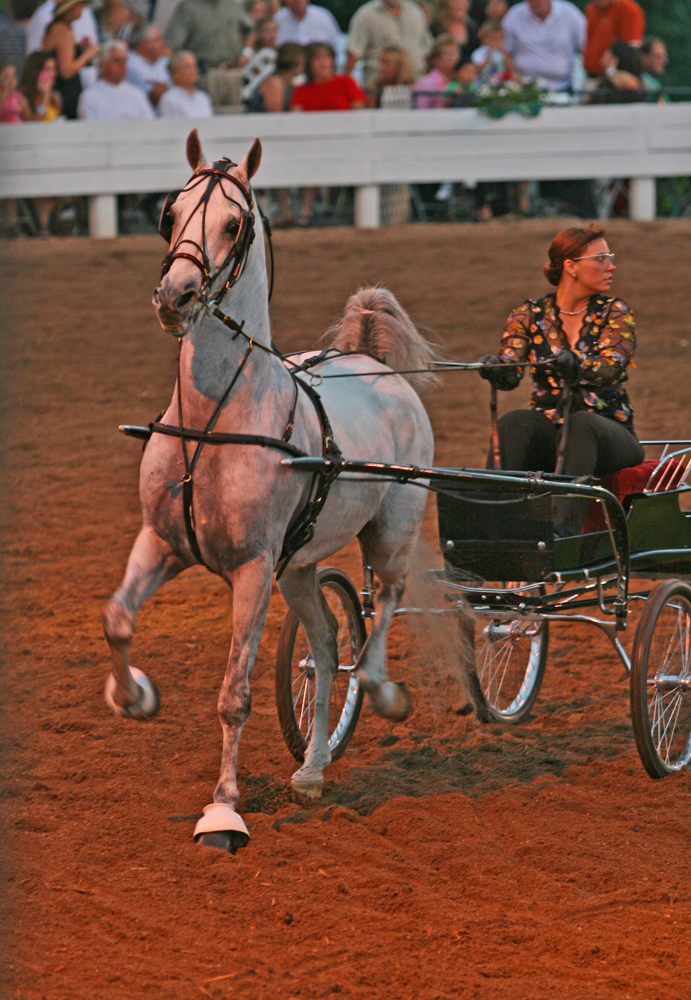